# Porträtmalerei

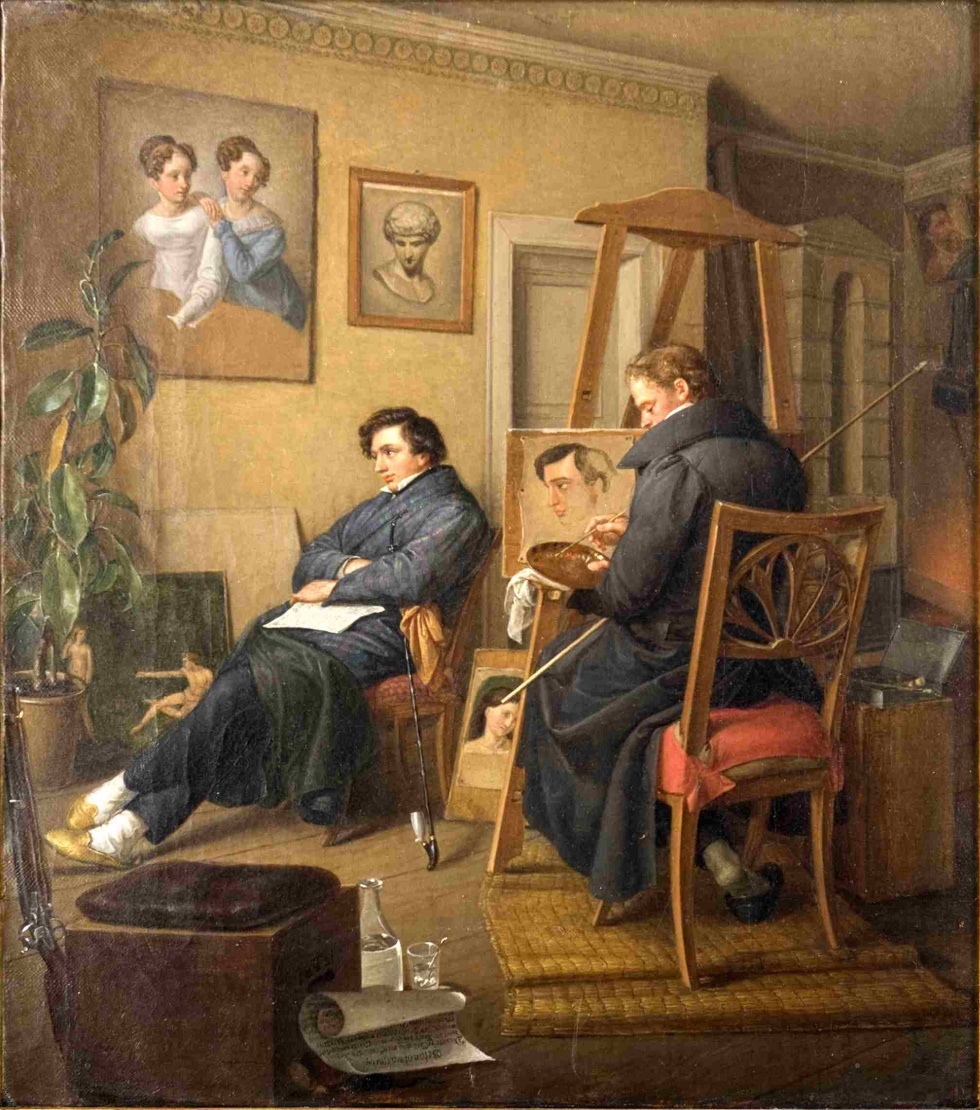
Selbstbildnis mit Hermann Matthäi – Dieses Gemälde von Theobald von Oer aus dem Jahr 1831 schildert die Entstehung eines Porträts in einem Privatatelier der Biedermeierzeit.

Als Porträtmalerei (zu französisch ‚portrait‘, „Bildnis“) bezeichnet man ein Genre der Malerei, dessen Gegenstand die Abbildung eines Menschen in einem Gemälde ist.

## Differenzierungsbereiche
Je nach der Größe des Bildausschnittes unterscheidet man in der Malerei Kopfstück, Brustbild, Hüftbild (halbe Figur), Halbfigur, Kniestück (Porträt vom Kopf bis zum Knie), Ganzfigur, nach der Haltung oder Wendung der Figur, besonders des Kopfes, bezeichnet man das Bildnis als von vorn (en face) oder von der Seite genommen (en profil), als Halb- oder Dreiviertelprofil. Eine Übersicht darüber gibt der Artikel Porträt.
Studienkopf nennt man ein skizzenhaft, mehr zur Übung oder als Studie ausgeführtes Bildnis.
Tronies sind vollständig ausgeführte porträtähnliche Kopf- und Charakterstudien, die keine individuelle Person darstellen und von Malern oft als Vorstudien für Gemälde oder für einen Typus geschaffen wurden.

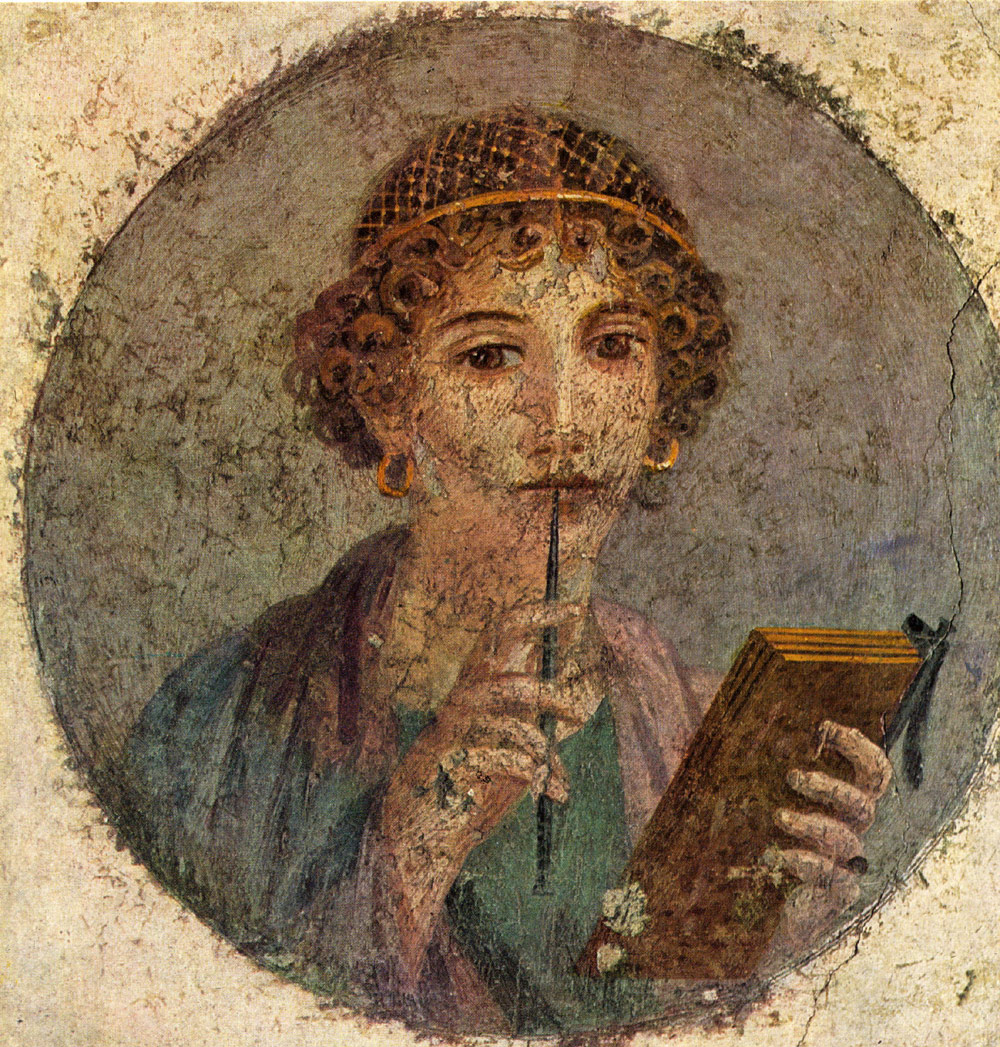
Porträt der sogenannten Sappho, Fresco aus Pompeji, 1. Jahrhundert (Archäologisches Nationalmuseum Neapel)

## Geschichte
Die Porträtmalerei war bereits in der Antike – gemäß schriftlichen Quellen – gut ausgebildet, erhalten sind allerdings nur außerordentlich wenige Exemplare. Gerühmt werden in den Schriften die Maler Apollodoros (5. Jh. v. Chr.), Apelles, Zeuxis und Pamphilos (4. Jh. v. Chr.), deren Namen auch in der Neuzeit noch einen mystischen Klang behielten, und z. T. selber Gegenstand der Historienmalerei wurden. Als bedeutendste Bildnismalerin trat Jaia von Kysikos (1. Jh. v. Chr.) hervor, die in Rom und Neapel gewirkt haben soll.
In großer Zahl erhalten sind römische Mumienporträts aus ägyptisch-hellenistischer Zeit. Ihr Anfang wird ins letzte vorchristliche Jahrhundert, das Ende ihrer Produktion in der neueren Forschung mehrheitlich Mitte des 3. Jahrhunderts angesetzt. Sie wurden in der Technik der Enkaustik gemalt, das heißt die Farben wurden mit Wachs gebunden.
Nach dem Untergang des Römischen Reiches, etwa vom 4. bis zum 14. Jahrhundert, spielte eine individuelle Bildniskunst so gut wie keine Rolle. Porträts aus dem Mittelalter sind häufig in der Form von Dedikationsbildern überliefert. Auf Altären seit dem späten Mittelalter finden sich oft Stifterbildnisse, normalerweise streng im Profil und in Gebetshaltung (z. B. Giottos Bildnis des Enrico Scrovegni in der Arenakapelle, Padua).
Als eins der ersten autonomen Tafelbilder, auf denen ein Einzelner porträtiert ist, gilt das Bildnis Johanns des Guten im Louvre. Ein weiteres frühes bedeutendes Beispiel der Porträtmalerei, jedoch aus dem böhmischen Wirkungsfeld, ist das Porträt Erzherzog Rudolfs IV. von Habsburg, das nicht im Profil, sondern in Dreiviertelansicht gemalt ist.

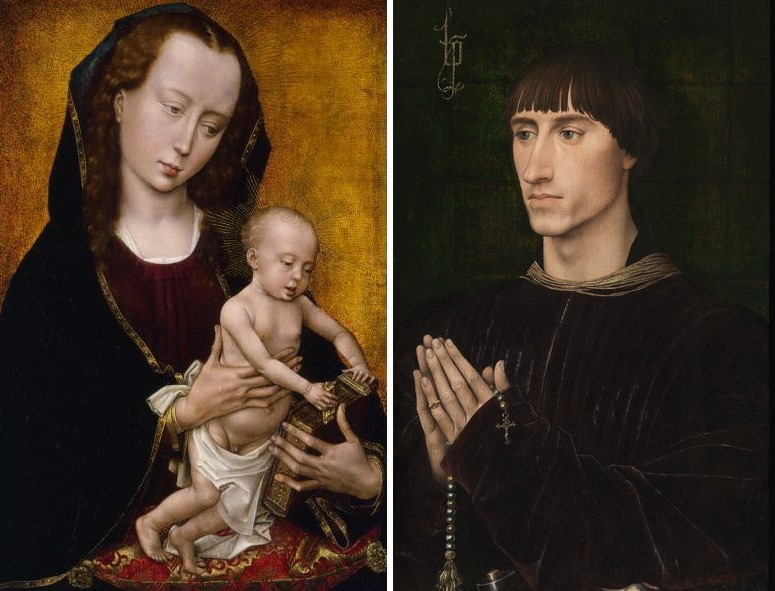
Rogier van der Weyden: Diptychon des Philippe de Croÿ (Rekonstruktion !), ca. 1460. Links Madonna mit Kind (Madonna Huntington), rechts Stifterporträt in Gebetshaltung. Die beiden Hälften des Diptychons werden heute getrennt als Einzelwerke in zwei verschiedenen Museen aufbewahrt; dass es sich bei der fehlenden Madonna zum Porträt tatsächlich um diese sogenannte Madonna Huntington handelt, ist eine nicht eindeutig bewiesene Theorie – aber die Dimensionen der Bilder stimmen überein.

Schon im 14. Jahrhundert wurden nicht mehr nur Herrscher porträtiert, sondern auch Feldherren, Universitätsprofessoren (z. B. im Wiener Stephansdom), Künstler (z. B. Petrarca); ab dem 15. Jahrhundert sind auch Bildnisse von (oft reichen) Kaufleuten, Bürgern, Gelehrten oder Beamten erhalten – und auch von Frauen.
Bedeutende Zeugnisse spätmittelalterlicher Bildniskunst wurden von niederländischen Malern wie Jan van Eyck, Rogier van der Weyden u. a. geschaffen, wobei die noch völlig neue Technik der Ölmalerei im Gegensatz zu der in Italien weiterhin gebräuchlichen Temperatechnik einer möglichst natürlichen und lebensechten Darstellung sehr entgegenkam. Van Eyck wird die Entwicklung des erweiterten Brustbildnisses zugeschrieben, das auch die Arme bis zum Ellenbogen miteinbezieht. Dabei wurden in dieser Epoche nicht selten Arme und Hände im Vergleich zum Gesicht verkleinert dargestellt. Viele heute als Einzelporträts überlieferte Gemälde der niederländischen Schule des 15. Jahrhunderts waren ursprünglich eigentlich Stifterporträts im Zusammenhang eines Diptychons (oder Triptychons, z. B. mit einem Madonnenbild), zu erkennen an der Gebetshaltung. Van Eycks Hochzeit des Giovanni Arnolfini mit Giovanna Cenami (1434; London, National Gallery) gilt außerdem als erstes bedeutendes Beispiel für ein Doppelbildnis. Bedeutende frühe Porträtmaler in Frankreich waren Jean Fouquet und Nicolas Froment. Gleichzeitig wurde in der italienischen Frührenaissance die Porträtkunst durch Maler wie Antonello da Messina, Piero della Francesca, Pisanello, Botticelli und Giovanni Bellini entwickelt. Hier verwendete man noch bis Ende des 15. Jahrhunderts Temperafarben auf Holz, die ein farblich ganz anderes Ergebnis erzielen als die im Norden bereits übliche Ölmalerei. Auch schätzte man in Italien das emblemhafte Bildnis im Profil, das allerdings immer auch etwas artifiziell wirkt.

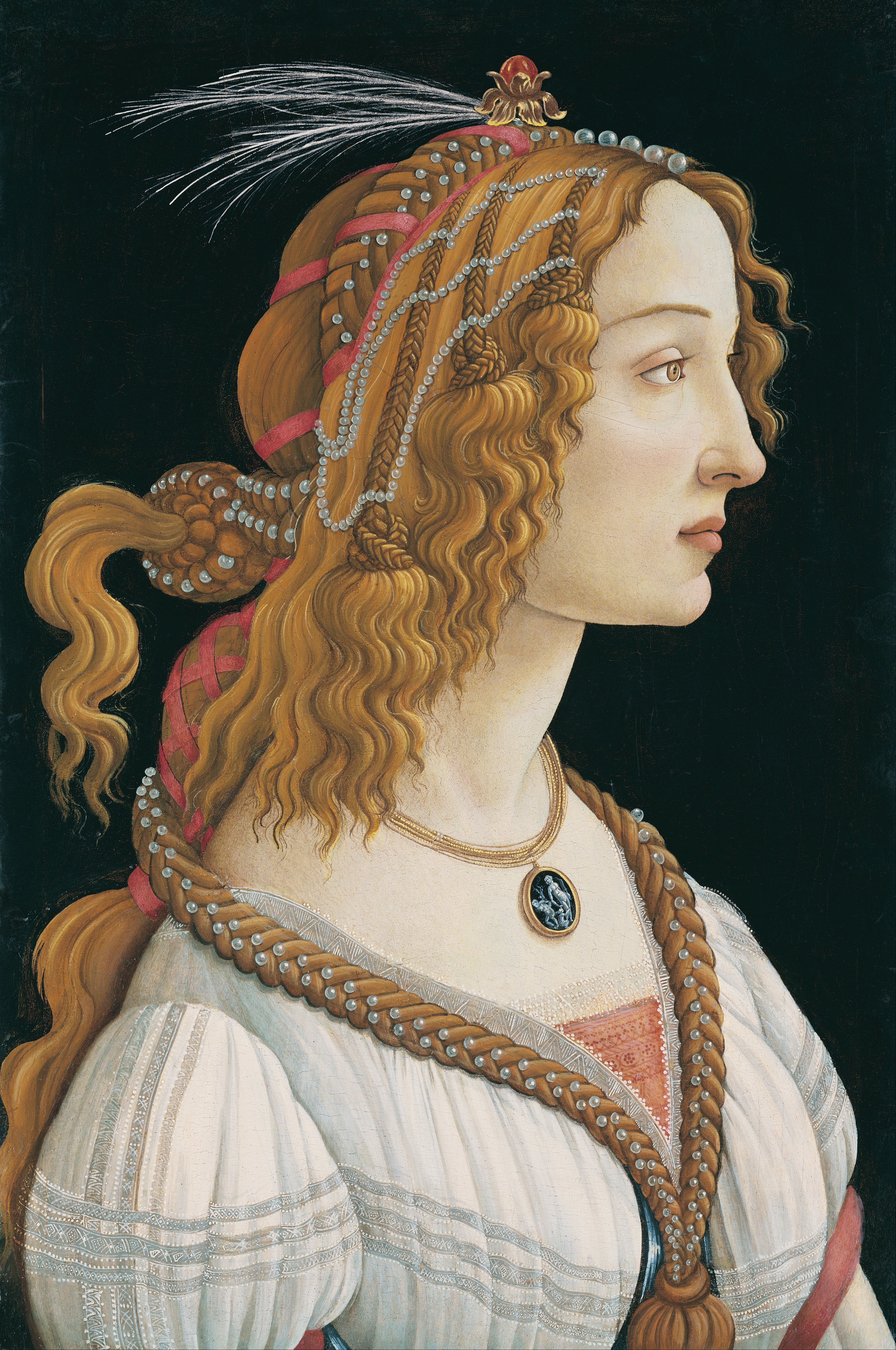
Sandro Botticelli: Idealporträt einer Dame (Simonetta Vespucci als Nymphe), 1480, Tempera auf Holz (Städel, Frankfurt a. M.)
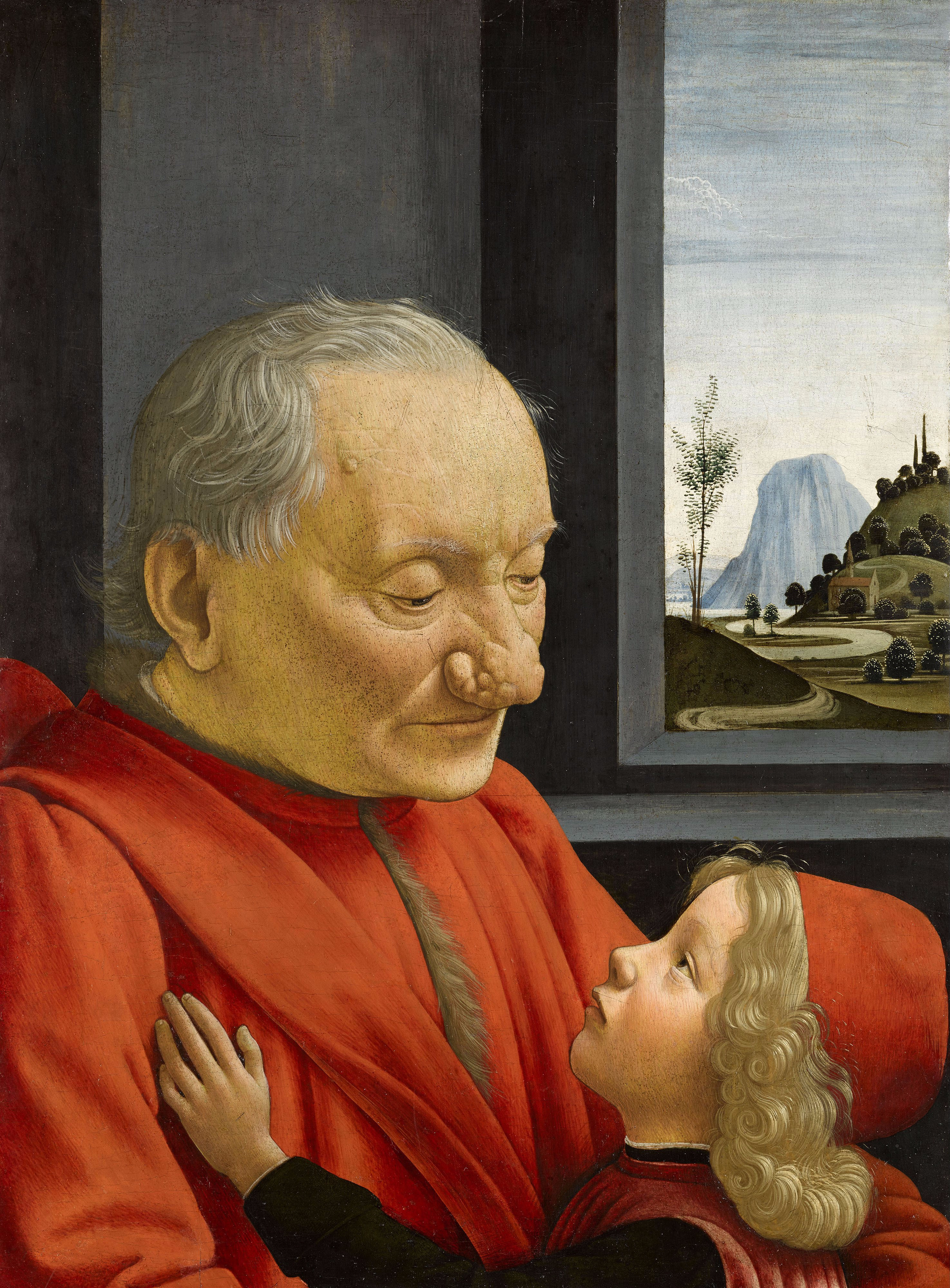
Domenico Ghirlandaio: Doppelporträt eines Alten Mannes mit seinem Enkel, 1488, Tempera auf Holz (Louvre, Paris).

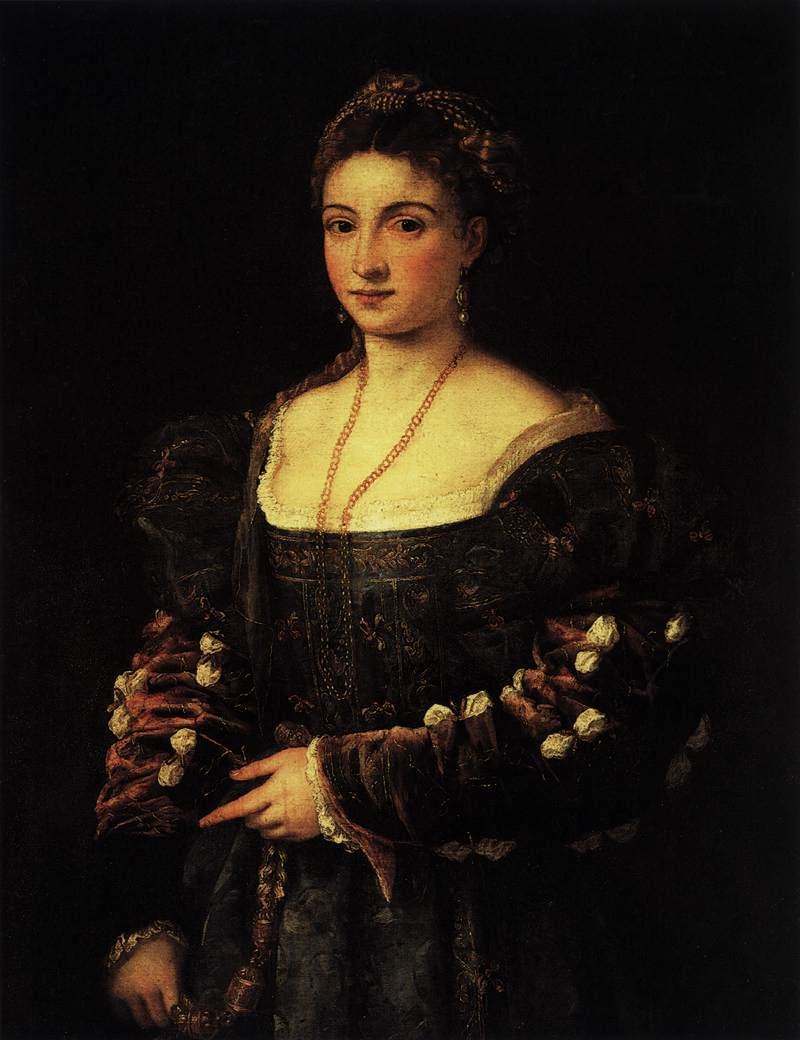
Tizian: La Bella (Die Schöne), 1536 (Palazzo Pitti, Florenz)

In der Hochrenaissance kam es zu einer ersten großen Hochblüte des Porträts. Die bis dahin noch oft hieratisch-starren Bildnisse wichen nun vollends einem naturnahen Ideal. Nach der Übernahme der Öltechnik auch durch italienische Künstler gelang es um und nach 1500 endgültig, dem Porträt die Bedeutung eines Charakterbildes zu geben, in welchem das ganze Wesen des Dargestellten lebensnah zum Ausdruck gelangt. In technischer Hinsicht trug auch die Erfindung des sogenannten sfumato durch Leonardo da Vinci zur Lebensechtheit des dargestellten Modells bei (z. B. Porträts der Mona Lisa oder der Belle Ferronière im Louvre, Paris), wodurch Weichheit und Wärme der Haut – in der Malerei als Inkarnat bezeichnet – besonders gut dargestellt werden konnten. Auch Giorgione, Raffael und insbesondere Tizian gehören zu den bedeutendsten Bildnismalern überhaupt. Tizian schuf neben seinen geradezu 'klassischen' halbfigurigen Porträts oder Brustbildern auch mehrere Porträts Karls V., die sowohl für das höfische Porträt (Karl V. mit Hund, 1533; Prado, Madrid) zum Vorbild avancieren sollten, als auch in dem Spezialfall des Reiterporträts (Karl V. in der Schlacht bei Mühlberg, 1547; Prado, Madrid).

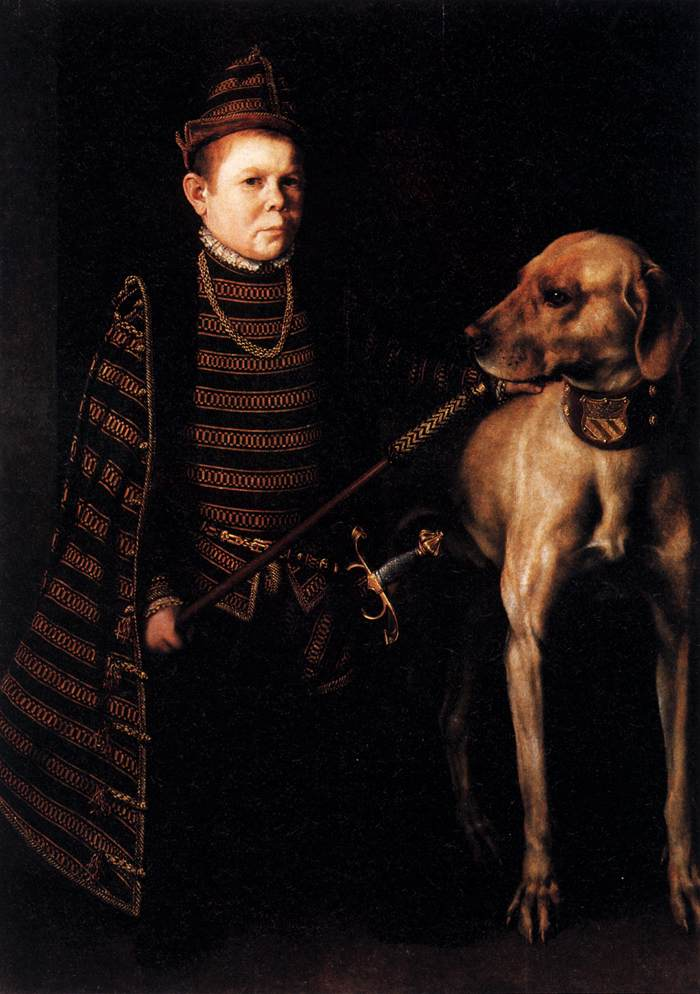
Anthonis Mor: Kardinal Granvelles Zwerg mit einer Dogge, 1549–1560 (Louvre, Paris). Der große Hund dient hier vermutlich vor allem dazu, die Kleinheit des Zwergs hervorzuheben – und umgekehrt.

Zeitgleich war der wohl bedeutendste Porträtmaler nördlich der Alpen Hans Holbein d. J., der in der nordischen Tradition, und neben großen Künstlern wie Albrecht Dürer und Anthonis Mor, einen beinahe mikroskopisch exakten Stil von erbarmungslosem Realismus entwickelte (zahlreiche Bildnisse vom englischen Hof, u. a. von Heinrich VIII. und Jane Seymour). Holbeins Stil steht auf der malerischen Ebene in einem deutlichen Gegensatz zu dem weichen venezianischen Kolorismus Tizians – zwei Pole, zwischen denen sich die Kunst des Porträts in der Folgezeit bewegen sollte.
Ab etwa 1500 kam es auch zu einer zunehmenden Spezialisierung: Zahlreiche Künstler beschränkten sich fast ausnahmslos auf die Bildnismalerei. Entgegen einer eher negativen Einstufung des Porträts als einer „minderen Bildgattung“ durch Kunsttheoretiker wie z. B. Giorgio Vasari, finden sich unter den Porträt-Spezialisten von Anfang an große Künstler, wie die schon genannten Hans Holbein d. J., Anthonis Mor, Jean und François Clouet, Corneille de Lyon oder Giovanni Battista Moroni. Die Porträtkunst war im 16. Jahrhundert bereits vollständig ausgereift.

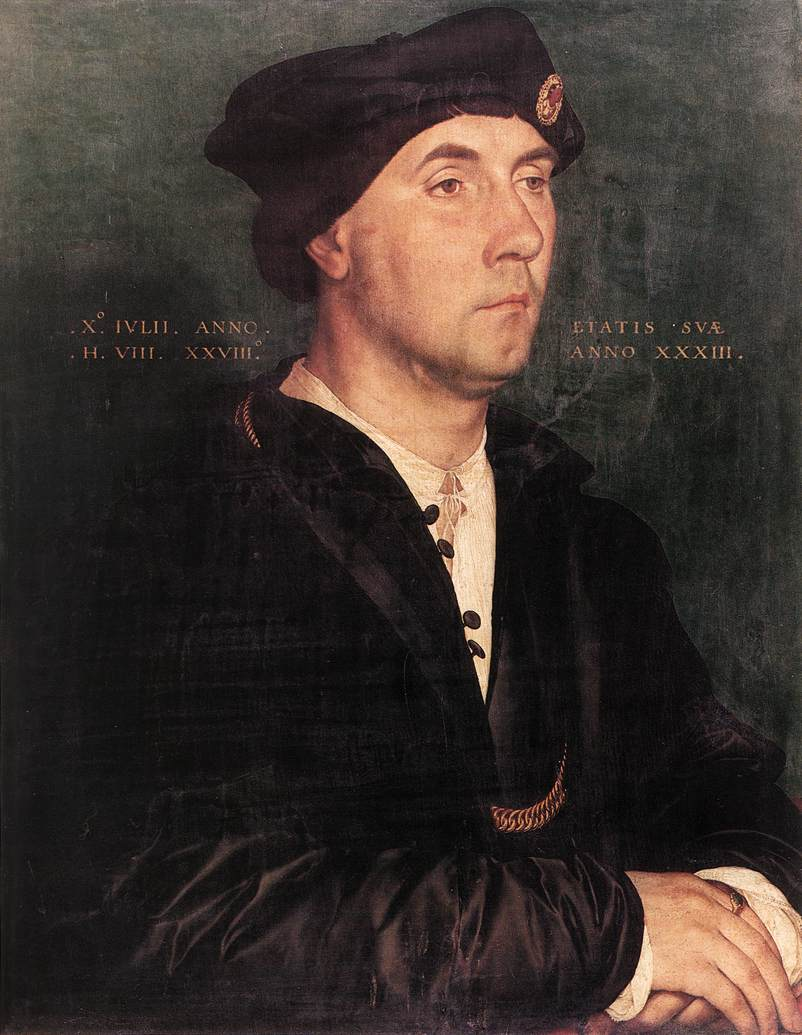
Hans Holbein d. J.: Sir Richard Southwell, 1536 (Uffizien, Florenz)
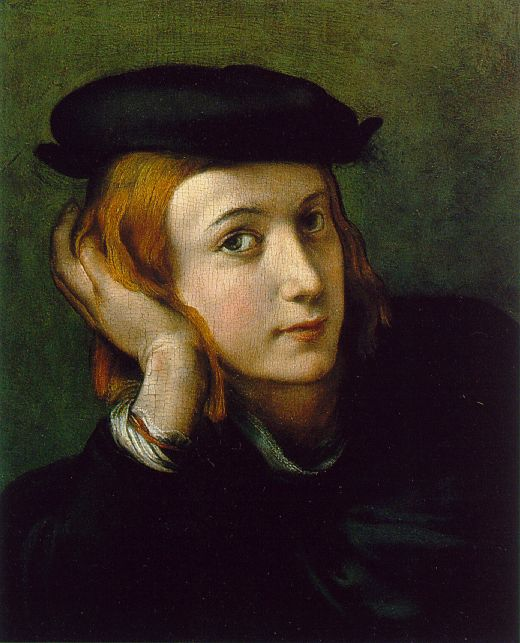
Parmigianino: Ein junger Mann, 1520er Jahre (Louvre, Paris)
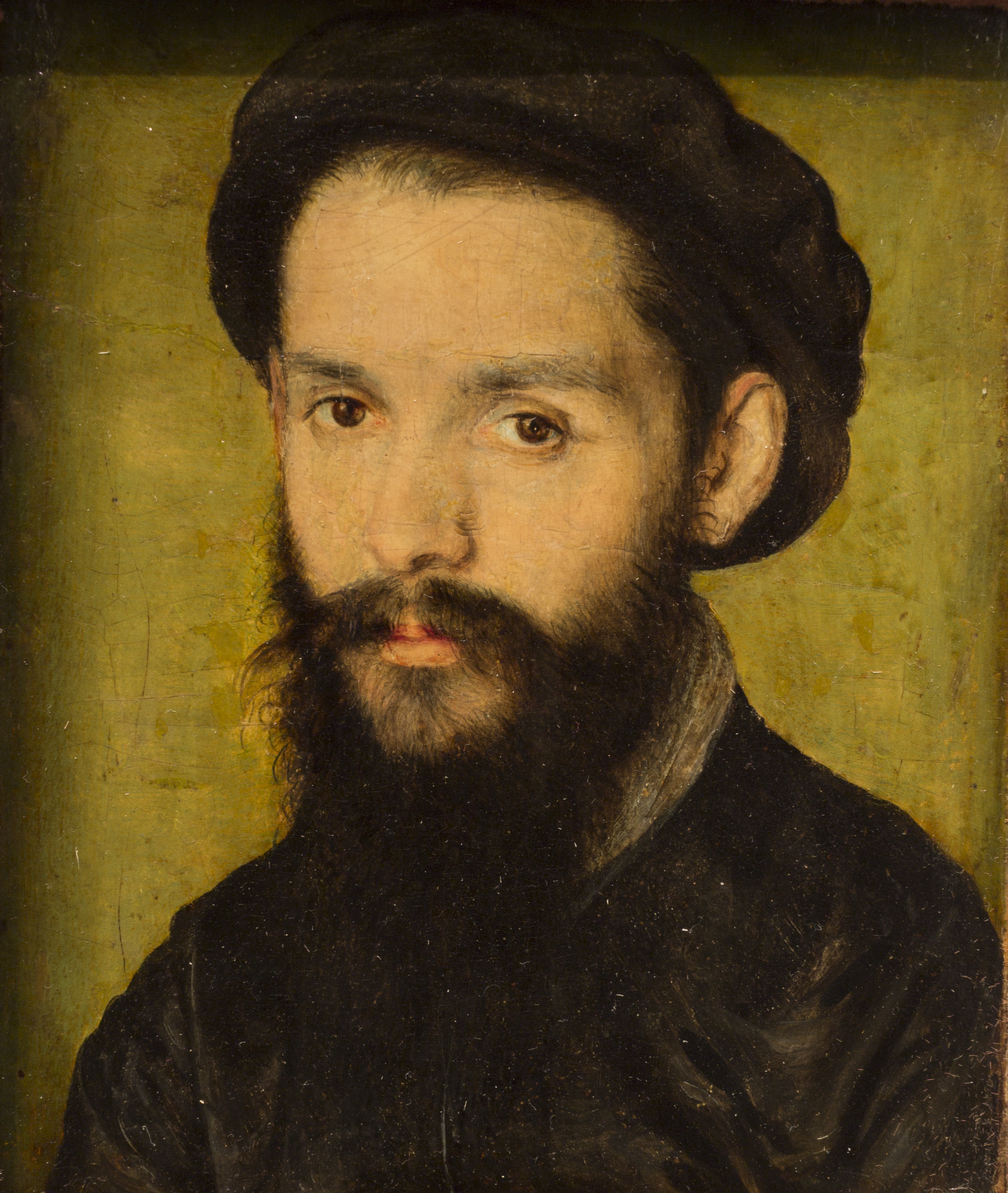
Corneille de Lyon: Porträt eines Mannes, vermutlich Clément Marot, 1536 (Louvre, Paris)

Das Porträt erfüllte außerdem eine bedeutende soziale Funktion, besonders als Gedenk- oder Herrscherporträt – Abbilder des herrschenden Königs waren sehr gefragt und wurden oft von einer Vielzahl von Einzelkünstlern und Werkstätten kopiert (oft nur mittelmäßig oder sogar schlecht). Auch in der Heiratspolitik der Königshäuser und des Adels wurden vor einer politischen Heirat Porträts ausgetauscht und nicht selten wurde ein Maler an einen fremden Hof gesandt, um eine in Frage stehende Braut zu malen. Dabei war der Empfänger des Porträts durchaus an einer möglichst naturnahen Darstellung interessiert, keineswegs an einer allzu sehr geschönten oder geschmeichelten Idealisierung, die allerdings auch vorkam – beabsichtigt und unbeabsichtigt.

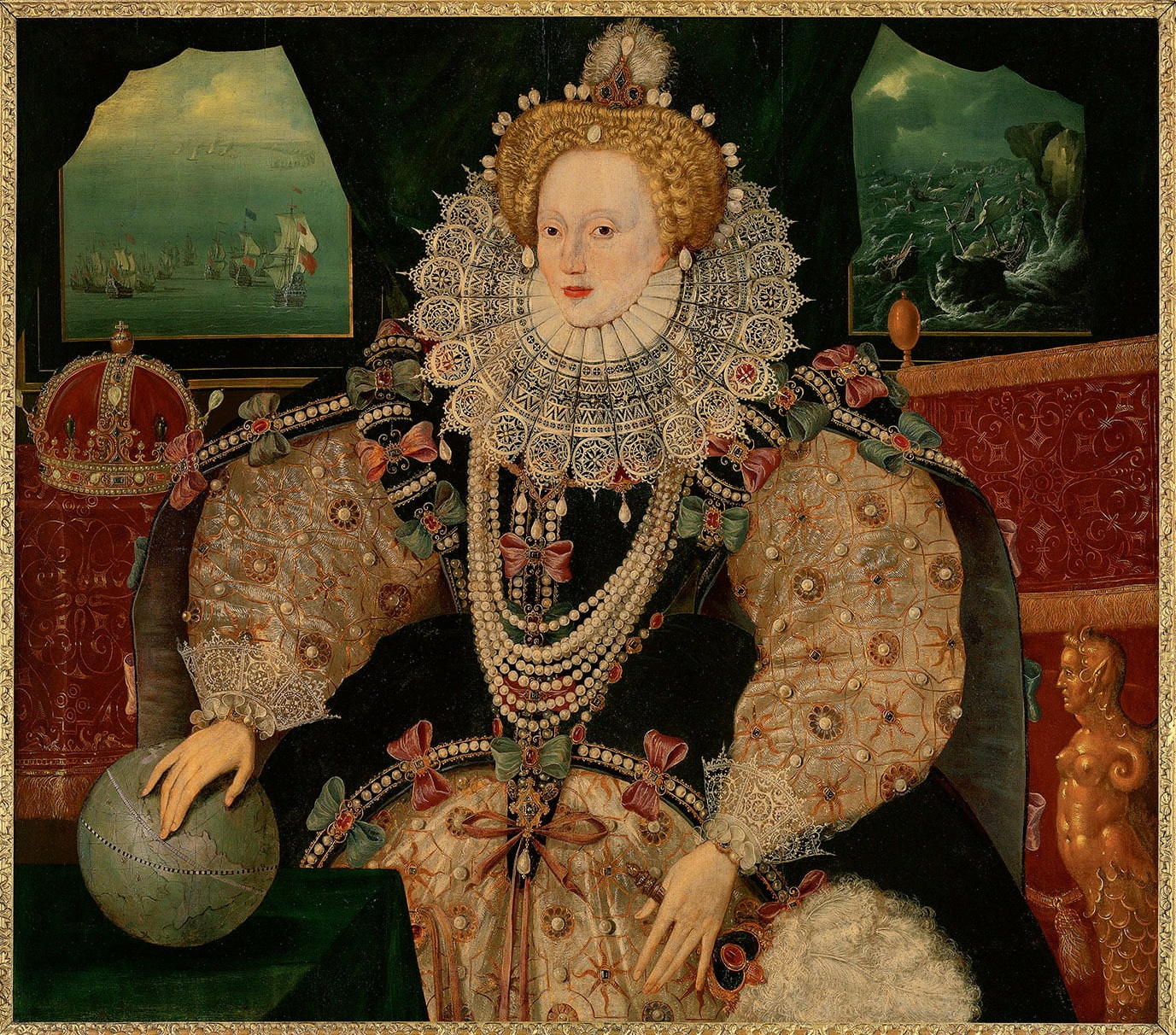
Das sogenannte Armada Portrait von Elizabeth I., Englische Schule, ca. 1590. Beispiel für ein repräsentatives Herrscherporträt mit Darstellung des englischen Sieges über die spanische Armada im Hintergrund.

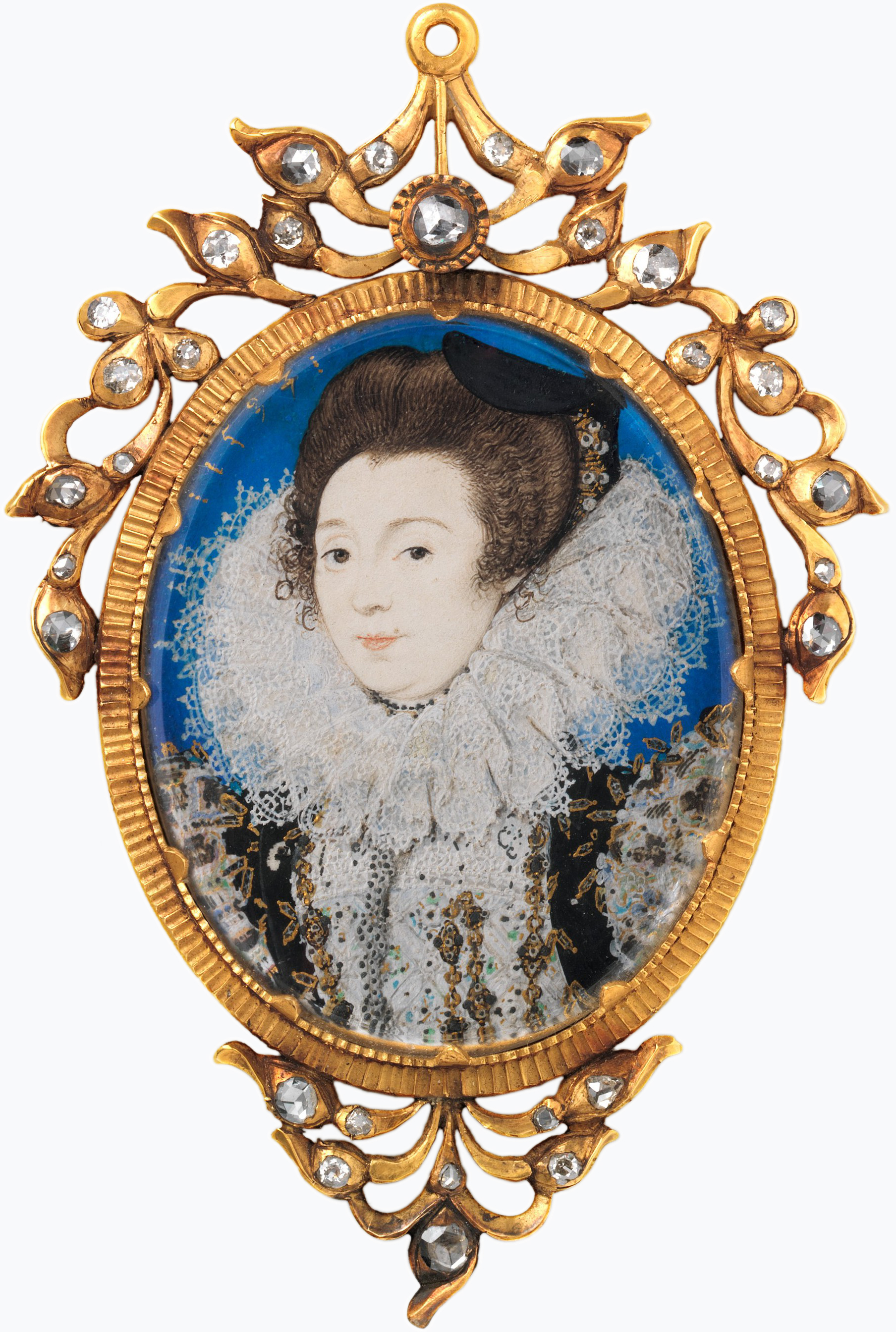
Nicholas Hilliard: Portrait of a Woman, 1597, Vellum (47 × 39 mm)

Beim repräsentativen Herrscher- oder Adelsporträt trat neben die möglichst lebensechte, menschliche Darstellung der Person auch eine Strömung, die gewollt distanziert und kühl das Modell sozusagen dem 'normal Menschlichen' entrückt, wie dies in extremer Form die Porträts des in Florenz wirkenden Manieristen Agnolo Bronzino zeigen. Zum offiziellen Herrscherporträt gehörten auch wichtige Insignien wie Krone, Szepter, Krönungsmantel oder Rüstung (wenn das Porträt Gewicht auf die Leistung als Feldherr legte) und ein feierliches Ambiente, nicht selten mit Säule oder Draperien aus rotem Samt; ähnliches gilt für andere Formen des Repräsentationsporträts, bei weiblichen Modellen wurde oft minutiös und detailliert Schmuck und reichbestickte Kleider dargestellt. Überhaupt sollte im repräsentativen Standesporträt nicht nur die Persönlichkeit des Modells eingefangen werden, sondern auch in immer perfekterem Maße Stoffe wie Samt und Seide, oder die vom Ende des 16. Jahrhunderts etwa zweihundert Jahre lang hochmodernen Spitzen. Auch Anspielungen an bedeutende Leistungen wurden manchmal im Hintergrund dargestellt, beispielsweise sieht man in Porträts von Feldherren oft eine Schlacht, aus der sie siegreich hervorgingen (z. B. Gruppenporträt der Sieger der Schlacht von Lepanto, 1571 (KHM Wien); siehe auch das Armadaporträt Elisabeths I.). Zu den bekanntesten Porträtspezialisten im 16. und frühen 17. Jahrhundert, die auch als Hofmaler wirkten, gehören François Clouet, Alonso Sánchez Coello, Juan Pantoja de la Cruz, Frans Pourbus d. J. und Daniel Mytens.
Auch das intime Miniaturbildnis, das man immer bei sich tragen konnte, erlebte um 1600 eine erste Blüte, besonders im elisabethanischen und jakobinischen England mit dem überragenden Nicholas Hilliard und Isaac Oliver.
Eine gewisse Sonderrolle spielte das Selbstbildnis, das einige Maler auch zu humorvollen oder experimentellen Kreationen anregte, wie z. B. Hans von Aachen oder Rembrandt, der überhaupt ungewöhnlich viele Selbstporträts – auch in Verkleidung – hinterließ. Allerdings stellte sich erst spät heraus, dass z. B. die „Büste eines jungen Mannes“ kein Selbstporträt Rembrandts ist. Doch tragen die meisten Selbstporträts eher die Züge eines würdigen Repräsentationsbildnisses, und mindestens ebenso häufig stellte ein Maler sich beim Malen selber dar. Zuweilen porträtierte ein Künstler sich auch zusammen mit seiner Frau oder im Kreise seiner Familie.

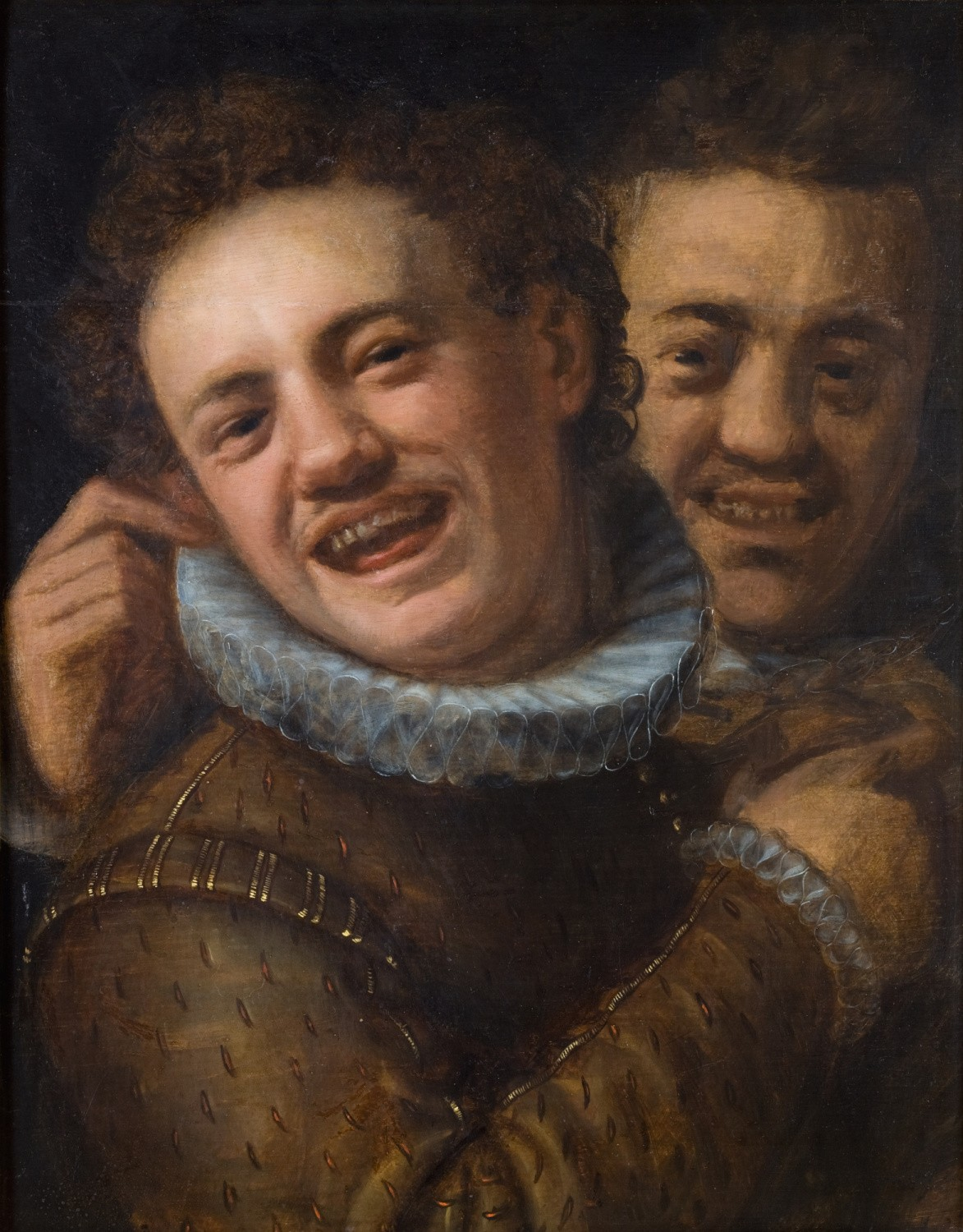
Hans von Aachen: Doppel-Selbstporträt als lachender Mann, vor 1574
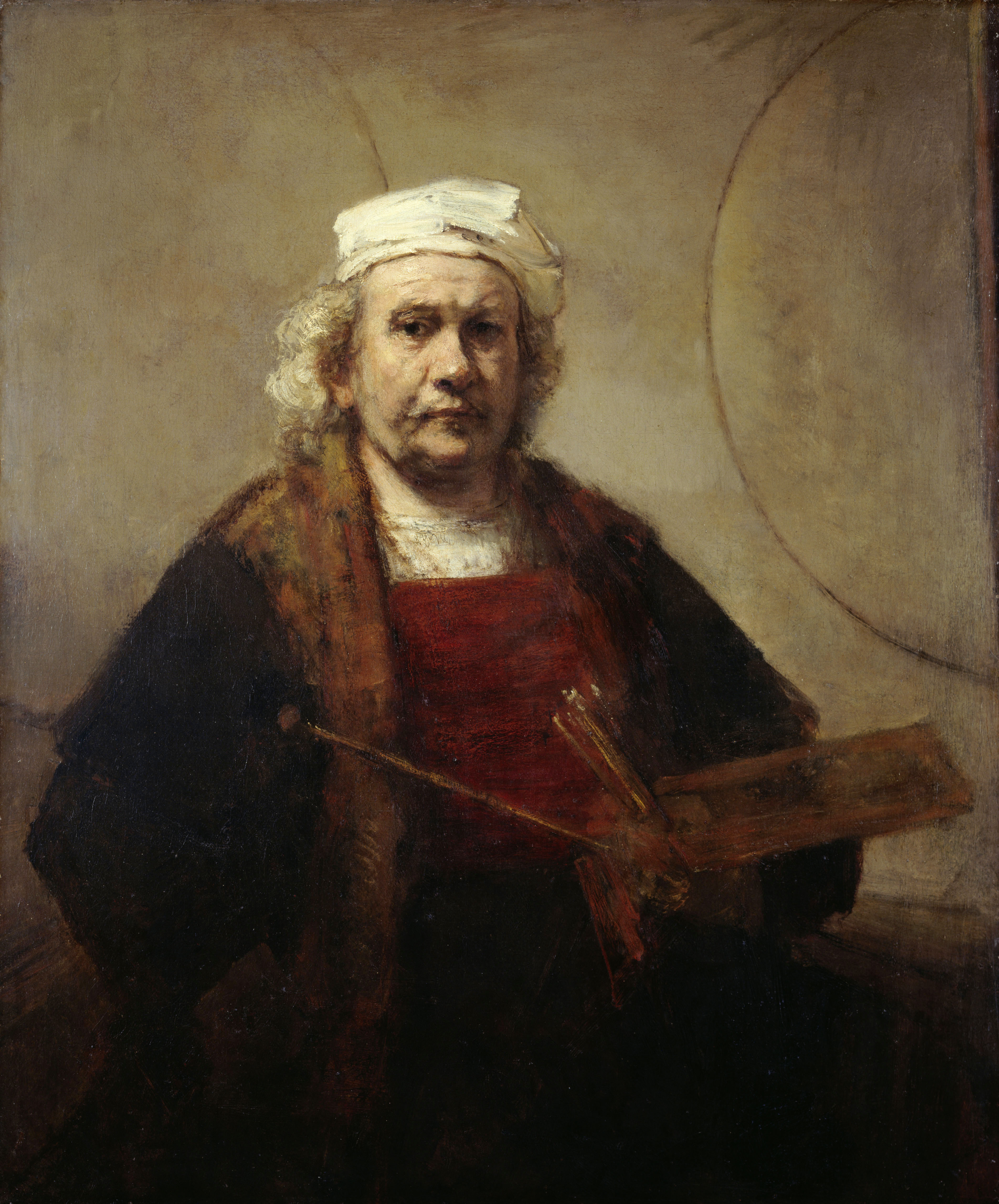
Selbstporträt von Rembrandt (1660, English Heritage, Kenwood House, London)

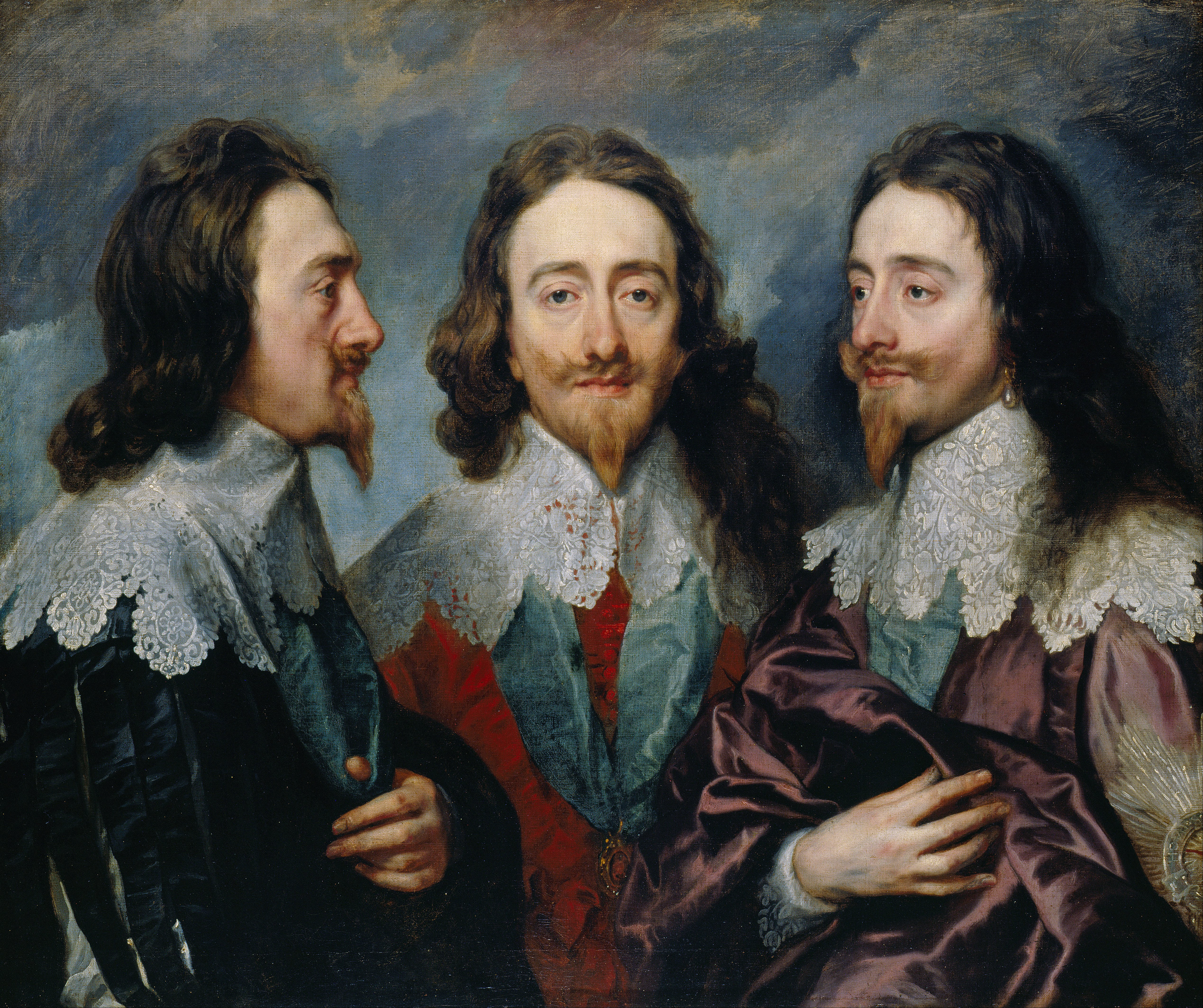
Anthonis van Dyck: Dreifachporträt von Karl I., 1635–1636 (Windsor Castle)

Im 17. Jahrhundert taten sich unter den Niederländern Rubens und Rembrandt unter anderem auch durch bedeutende Porträts hervor. Dabei gehören zu den bedeutendsten Bildnissen von Rubens vor allem intime Porträts seiner beiden Frauen und seiner Kinder, sowie sein berühmtes Selbstporträt mit seiner ersten Frau Isabella Brand (1609). Zu den Porträtspezialisten des Frühbarock gehörte u. a. Frans Hals, der erstaunlich lebensnahe Bildnisse schuf und der es zum ersten Mal (abgesehen von Selbstporträts) wagte, 'Momentaufnahmen' lachender Menschen zu kreieren (z. B. Der lachende Kavalier, 1624; Wallace Collection, London).
Von allergrößtem Einfluss war die Bildniskunst des Anthonis van Dyck, der mit seinen repräsentativen Bildnissen adliger Personen zu einem unübertrefflichen Vorbild an edler aber lässiger Eleganz für die kommenden Generationen von Porträtmalern wurde. Zu seinen besten 'Epigonen' im 17. Jahrhundert gehören Peter Lely, Jan Mytens, Godfrey Kneller, und sein Einfluss reicht noch bis weit ins 18. Jahrhundert bis zu Thomas Gainsborough und Joshua Reynolds.

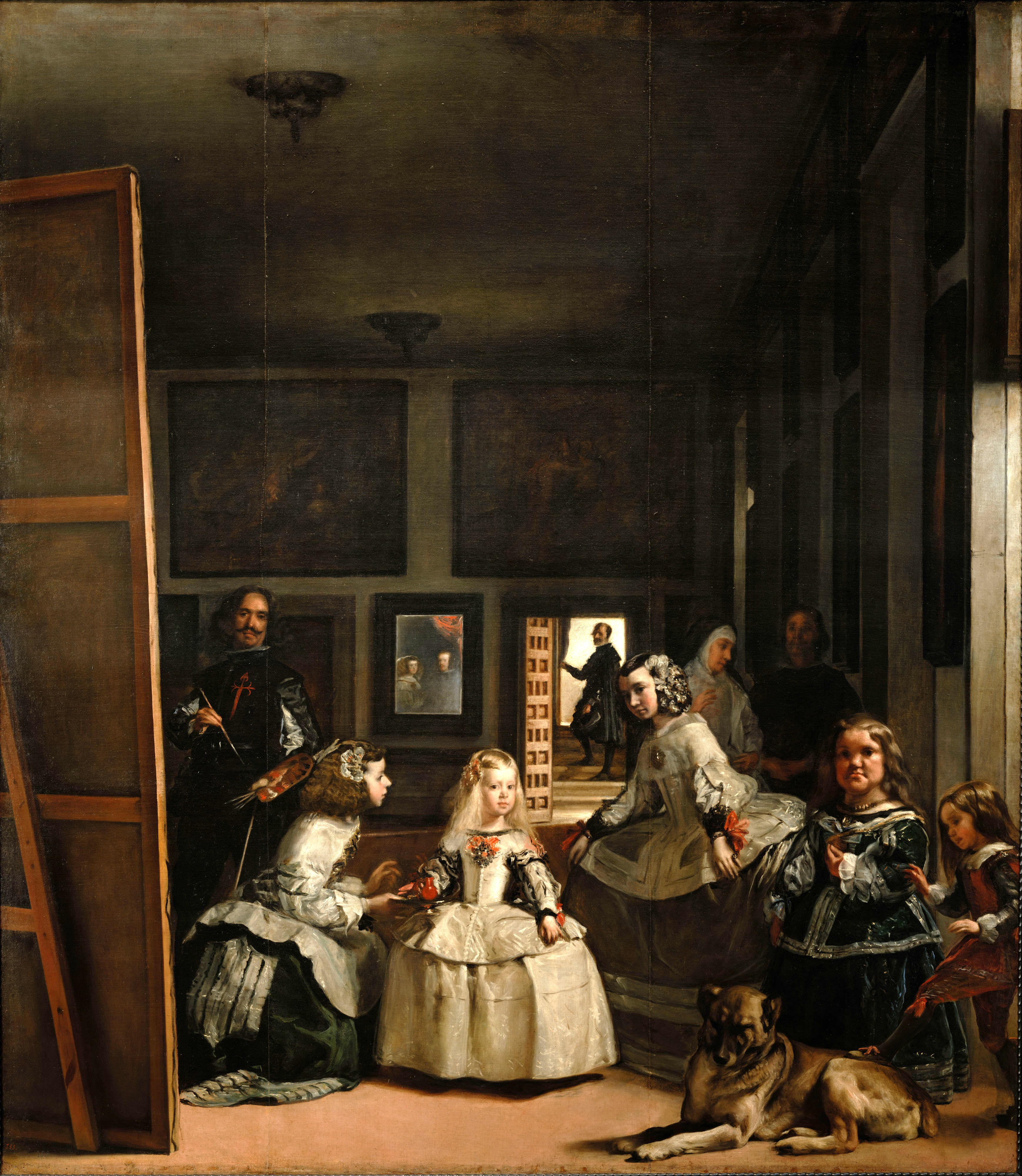
Diego Velázquez: Las Meninas, 1656–1657 (Prado, Madrid). Dieses berühmte Bild ist eigentlich eine Kombination aus Selbst- und Gruppenporträt und gleichzeitig eine besondere Art von Genreszene. Alle dargestellten Personen lassen sich identifizieren, angefangen von der 5-jährigen Infantin Margarita über ihre Hofdamen, Zwerge und Erzieher im Hintergrund bis hin zu dem Königspaar Philipp IV. und Maria Anna, deren Antlitze vom Spiegel im Hintergrund reflektiert werden.

Der überragende Porträtist aus der spanischen Schule des 17. Jahrhunderts war Diego Velázquez. Alle genannten Künstler standen bis zu einem gewissen Grade unter dem Einfluss Tizians und wussten auch durch koloristische Stimmung die Schilderung zu vertiefen, Velásquez nahm dabei teilweise schon impressionistische Maltechniken vorweg. Aus der heutigen Sicht sind insbesondere auch seine Bildnisse von Hofzwergen und -narren bedeutend, zumal sie sich fast ausschließlich auf das Wesen der Dargestellten konzentrieren, ohne z. B. zu karikieren. Ein besonders genialer Sonderfall eines Selbstbildnisses und zugleich ein Gruppenporträt ist Velázquez wohl berühmtestes Gemälde Las Meninas (siehe Abbildung). Er hatte großen Einfluss auf kommende spanische Maler, wie insbesondere Juan Bautista Martínez del Mazo und Juan Carreño de Miranda; aber auch auf in Rom tätige Maler, wie beispielsweise Giovanni Battista Gaulli genannt Baciccia oder Jacob Ferdinand Voet, denn Velázquez schuf bei seinem zweiten Romaufenthalt 1649 bis 1651 mehrere Porträts, die in Rom sehr bewundert wurden und auch dort verblieben, wie insbesondere sein Porträt von Papst Innozenz X. (Galleria Doria Pamphilj, Rom), von dem mindestens 13 Kopien bekannt sind. Noch an der Wende vom 18. zum 19. Jahrhundert schöpfte Francisco de Goya in seinen Porträts aus dem technisch-stilistischen Fundus seines großen Vorgängers Velázquez.
Entstanden sind Porträts seit der Renaissance in der Regel im Auftrag von Herrschern, die sich der Dienste ihrer Hofmaler bedienten, oder im Auftrag von Mitgliedern des Adels und von Vertretern des Bürgertums, wie Bankiers, Händler, Zünften oder reichen Kunst- und Antiquitätensammler.
Die niederländische Malerei brachte die so genannten Konversationsstücke und die Doelen- (Schützen-) und Regentenstücke auf, in denen die Porträtierten zu freien Gruppen bedeutungsvoll verbunden wurden. Berühmtestes Beispiel für ein solches Gruppenporträt ist Rembrandts Nachtwache (1642, Rijksmuseum Amsterdam).

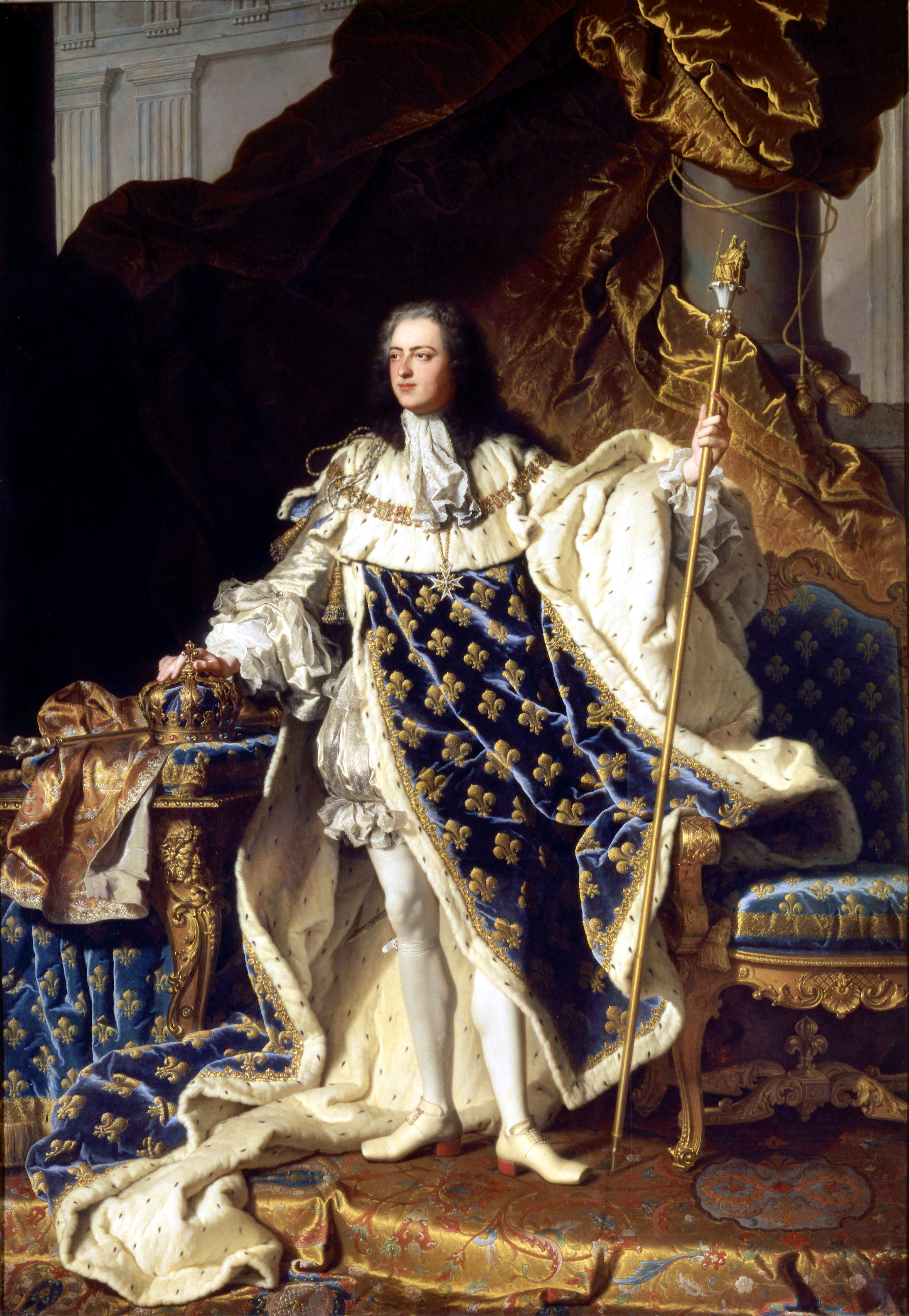
Hyacinthe Rigaud: Ludwig XV. im Krönungsornat, 1730 (Schloss Versailles). Ein solch pompöses Staatsporträt dient fast ausschließlich der offiziellen Repräsentation, die eigentliche Persönlichkeit des Menschen – in diesem Fall war der König ein eher zurückhaltender, schüchterner Mann – verschwindet hinter dem Prunk und der demonstrativen Haltung des Monarchen. Doch gab es daneben auch im Barock das privatere Bildnis.

Im Zuge der zunehmenden Bedeutung der Auftragsmalerei ist die Porträtbildnerei seit dem 17. Jahrhundert so sehr in den Vordergrund getreten, dass kein Maler von Bedeutung sich derselben entzogen hat. Die Porträtmalerei wurde im Barock von Adel, Klerus und Kaufleuten für die Standesrepräsentation funktionalisiert. Dies kann und darf nicht darüber hinwegtäuschen, dass es sich bei den oft hochbarock-schwungvollen und dramatisch-repräsentativen Werken von Künstlern wie z. B. den beiden Franzosen Hyacinthe Rigaud oder Nicolas de Largillière um große Kunstwerke handelt. Im 18. Jahrhundert schufen neben dem Repräsentationsbildnis zahlreiche Porträtisten auch wesentlich intimere Bildnisse, darunter Johann Kupetzky, Louis Tocqué, Martin van Meytens, Pompeo Batoni, Anton Raphael Mengs, Joseph Siffred Duplessis, Jean Etienne Liotard, Jean-Baptiste Greuze u. a.
Es verdient hervorgehoben zu werden, dass die Bildniskunst zu den ganz wenigen Gattungen der Malerei gehört, in der sich auch die wenigen Frauen hervortun konnten, die in historischen Zeiten überhaupt die Chance zu einer Malerausbildung hatten. Dazu gehörten in der Nachfolge der bereits genannten antiken Malerin Jaia von Kysikos (1. Jh.): im 16. Jahrhundert Catharina van Hemessen, Sofonisba Anguissola, Lavinia Fontana und die Miniaturistin Levina Teerlinc; im 17. Jahrhundert Artemisia Gentileschi, Judith Leister und Mary Beale. Eine Erscheinung von besonderem internationalem Einfluss war Rosalba Carriera mit ihren poetischen und duftigen Pastellbildnissen, die ganz und gar nach dem Geschmack des ausgehenden Barock und des Rokoko waren und auch andere Maler beeinflussten wie insbesondere Maurice Quentin de La Tour. In der zweiten Hälfte des 18. Jahrhunderts hochangesehen war auch die klassizistische Malerin Angelika Kauffmann und ihre beiden französischen Kolleginnen Adélaïde Labille-Guiard und Vigée-Lebrun; die letztere ist bis heute besonders als Hofmalerin von Königin Marie-Antoinette bekannt. Es verwundert kaum, dass die meisten der genannten Künstlerinnen allein aufgrund der strengen Moralvorstellungen ihrer Zeit vor allem auf Frauenbildnisse spezialisiert waren.

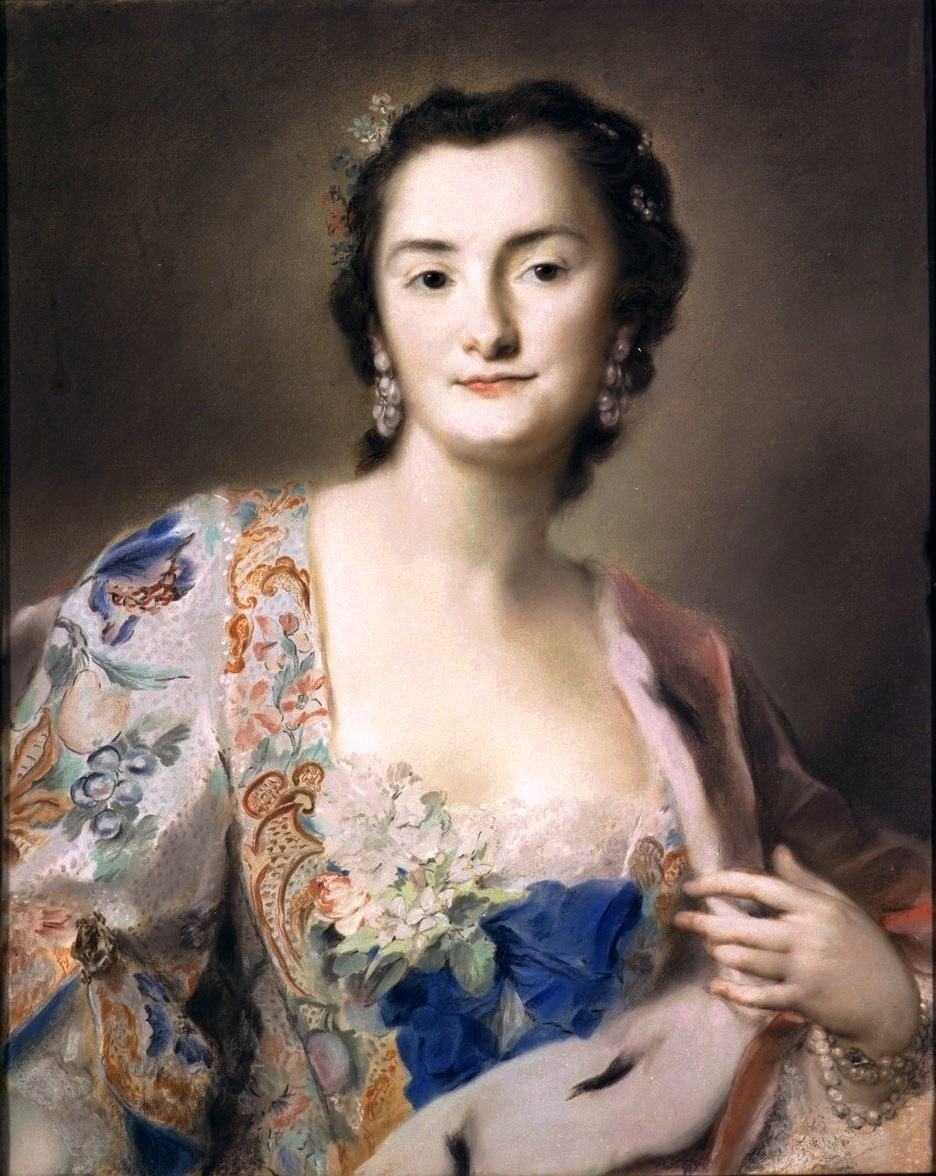
Rosalba Carriera: Anna Karolina Orzelska, 1730er Jahre, Pastell
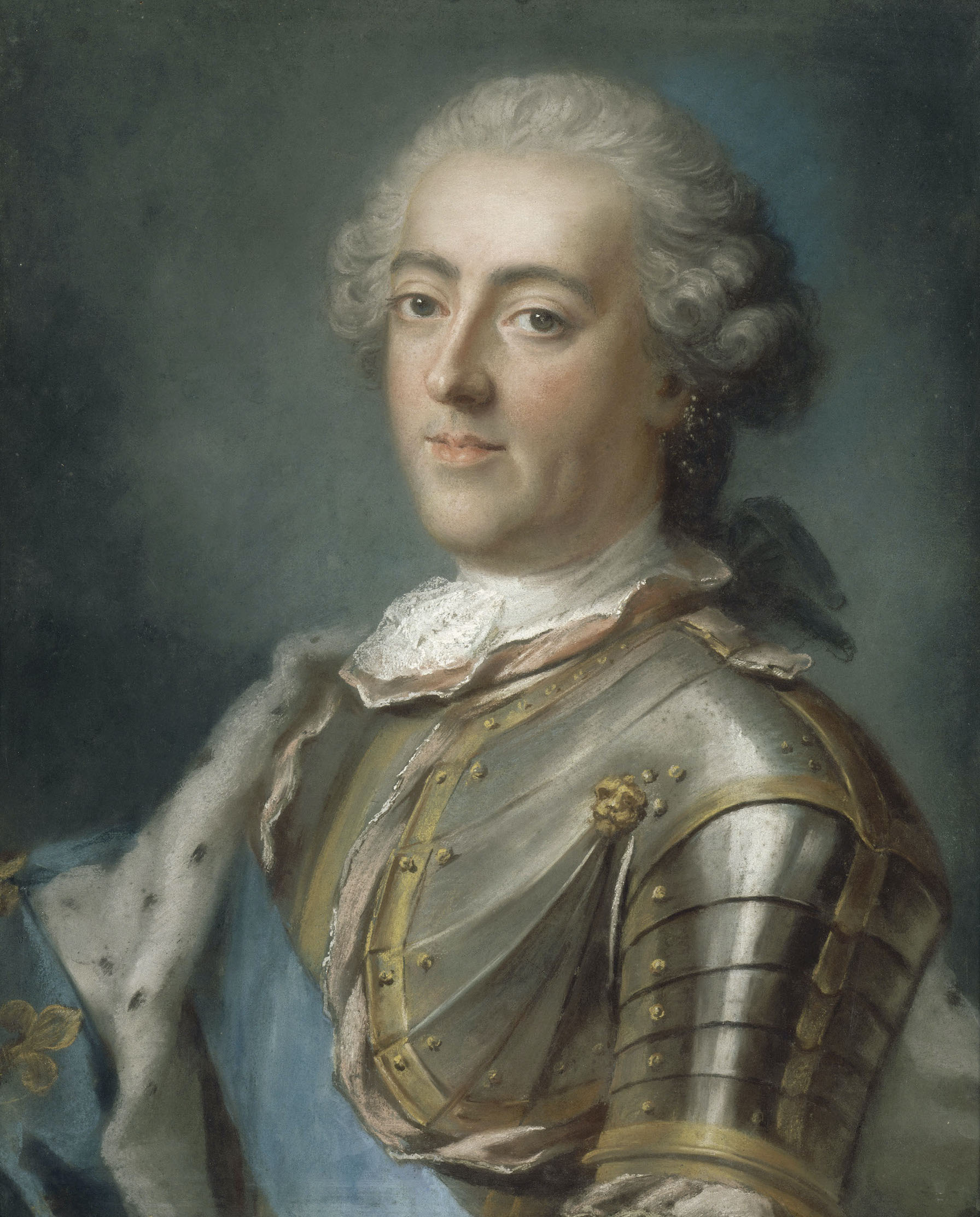
Gustaf Lundberg (oder Louis-Michel van Loo): Ludwig XV., Ende 1730er Jahre, Pastell (Schloss Versailles)
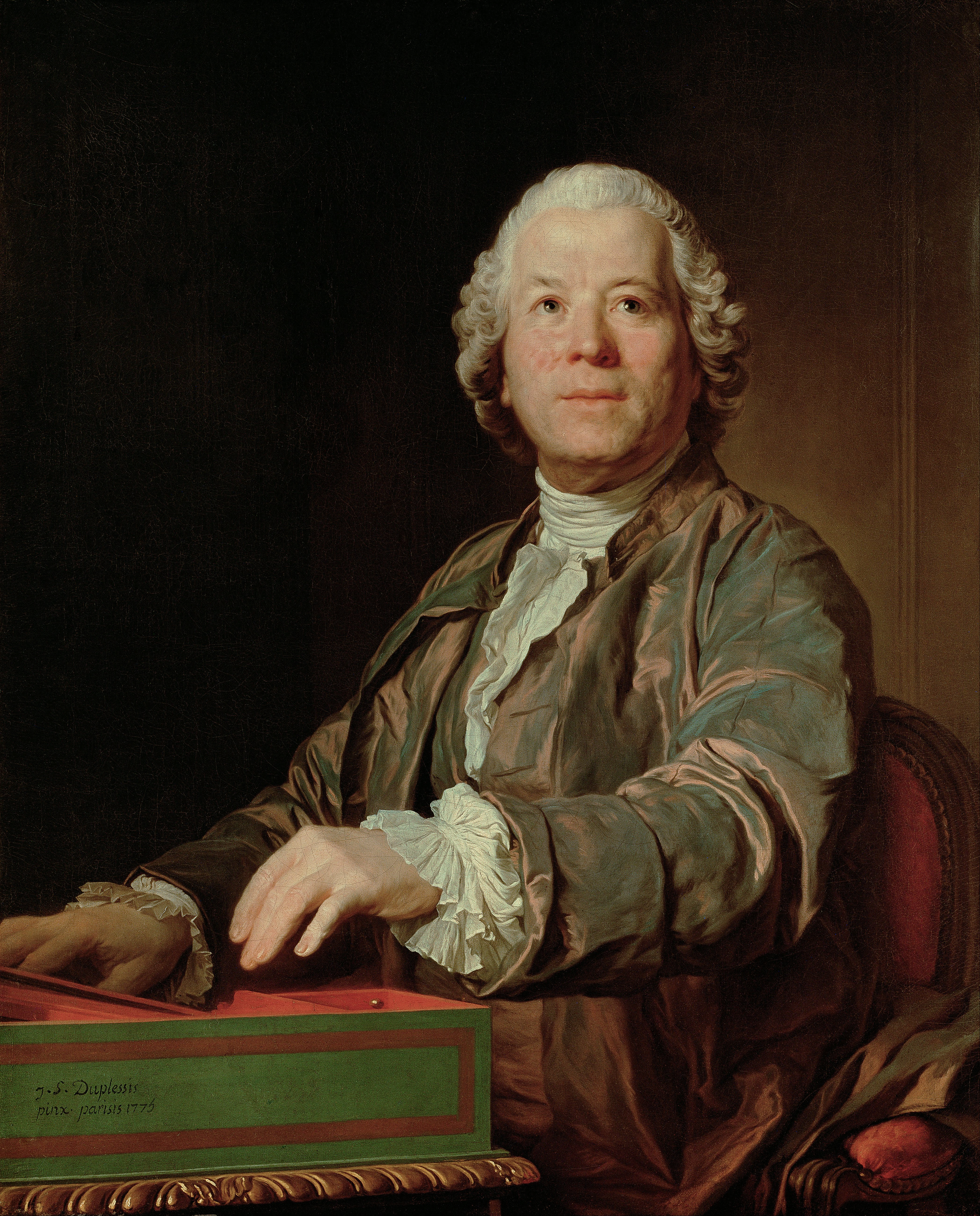
Joseph Siffred Duplessis: Christoph Willibald Gluck, 1775 (KHM, Wien). Der Komponist erscheint hier im Zustand der Inspiration, und zugleich mit pockennarbigem Gesicht.

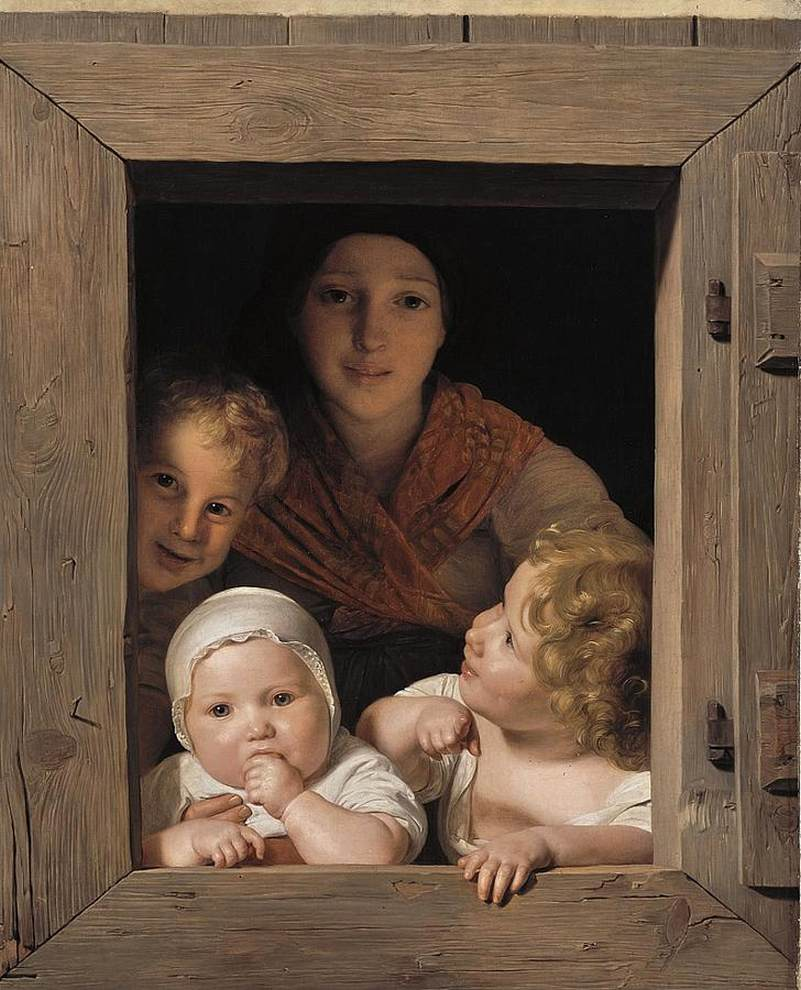
Ferdinand Georg Waldmüller: Junge Bäuerin mit drei Kindern am Fenster, 1840

Auch im 19. Jahrhundert spielte die Porträtmalerei eine anhaltend bedeutende Rolle, bezüglich einer möglichst naturgetreuen und psychologisch stimmigen Menschendarstellung waren stilistisch oder technisch keine bedeutenden Fortschritte oder Neuerungen mehr möglich – doch sind zahlreiche große Kunstwerke und malerisch virtuose Leistungen erhalten. Auch neigen die Künstler vor allem in nicht offiziellen Bildnissen zu einer gewissen Romantisierung oder Beschaulichkeit, und wagen auch ungewöhnliche Darstellungen, wie z. B. Waldmüllers Porträts von Bauerskindern am Fenster (siehe Abb.). Von bevorzugten Porträtmalern seit etwa 1800 sind die Franzosen Jacques-Louis David, Gérard, Ingres, Cabanel, Bonnat, Carolus-Duran, Robert Lefèvre zu nennen. Der Österreicher Ferdinand Georg Waldmüller und der Deutsche Franz Xaver Winterhalter gehörten zu den technisch virtuosesten und international bestangesehenen Porträtisten des 19. Jahrhunderts, die auch viele Personen des europäischen Adels malten. Berühmt sind u. a. Winterhalters drei Porträts der Kaiserin Elisabeth, gen. Sisi, wie er überhaupt besonders im Frauenbildnis reüssierte, wo es immer schon über Naturtreue hinaus auch um die Fähigkeit zur Darstellung von Anmut und Schönheit ging. Bedeutende Porträts schufen außerdem die Deutschen Eduard Magnus, Heinrich von Angeli; der Russe Orest Adamowitsch Kiprenski; die Engländer John Everett Millais und Hubert von Herkomer oder der US-Amerikaner James McNeill Whistler. Franz von Lenbach zeigte in seinen Bildnissen eine zuweilen ins Abgründige tendierende bizarr-'verrückte' Ironie, vor allem in seinen Porträts von Schauspielerinnen in exaltierter Haltung und in privaten sowie Selbstbildnissen.

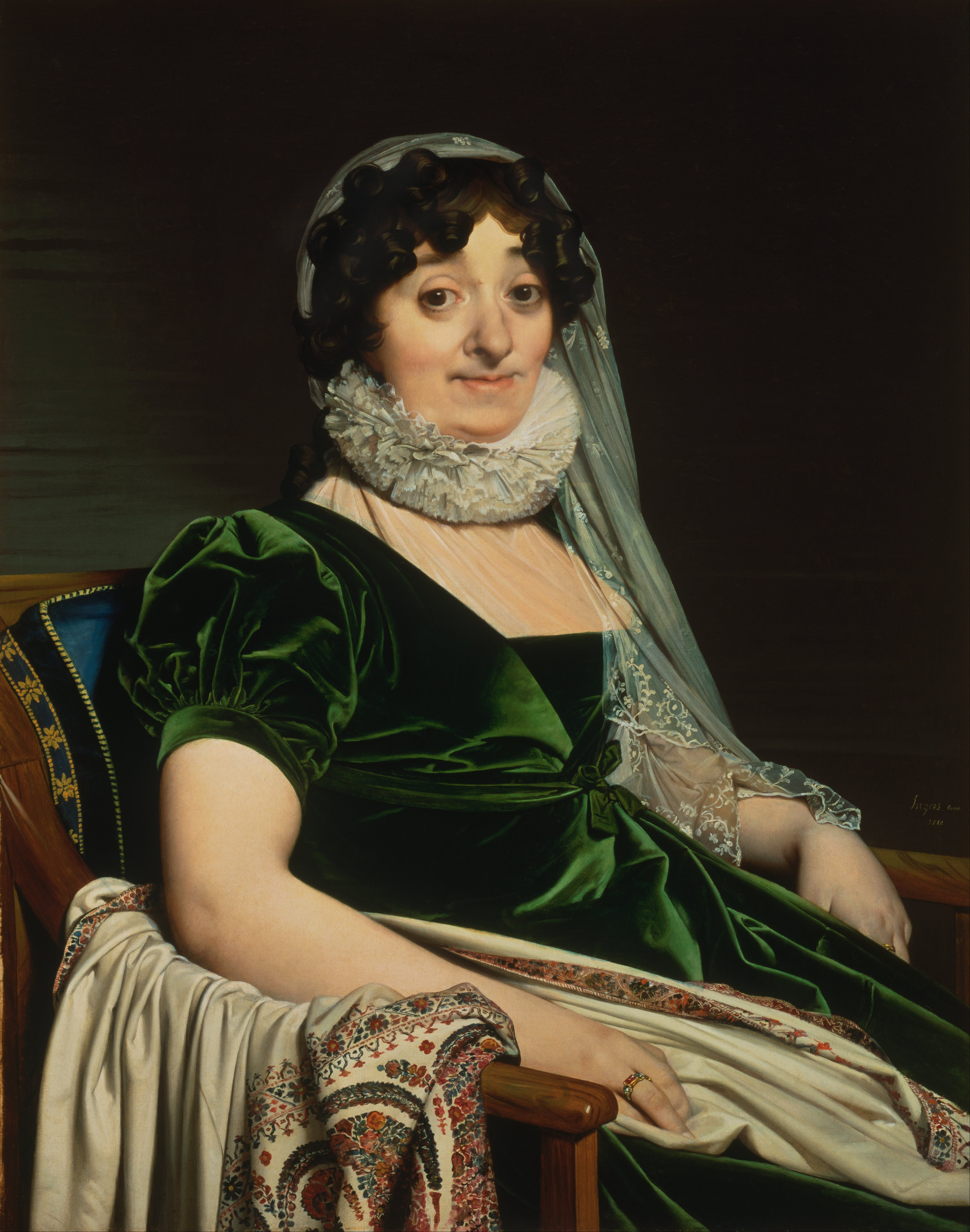
Jean-Auguste-Dominique Ingres: Die Comtesse de Tournon, 1812
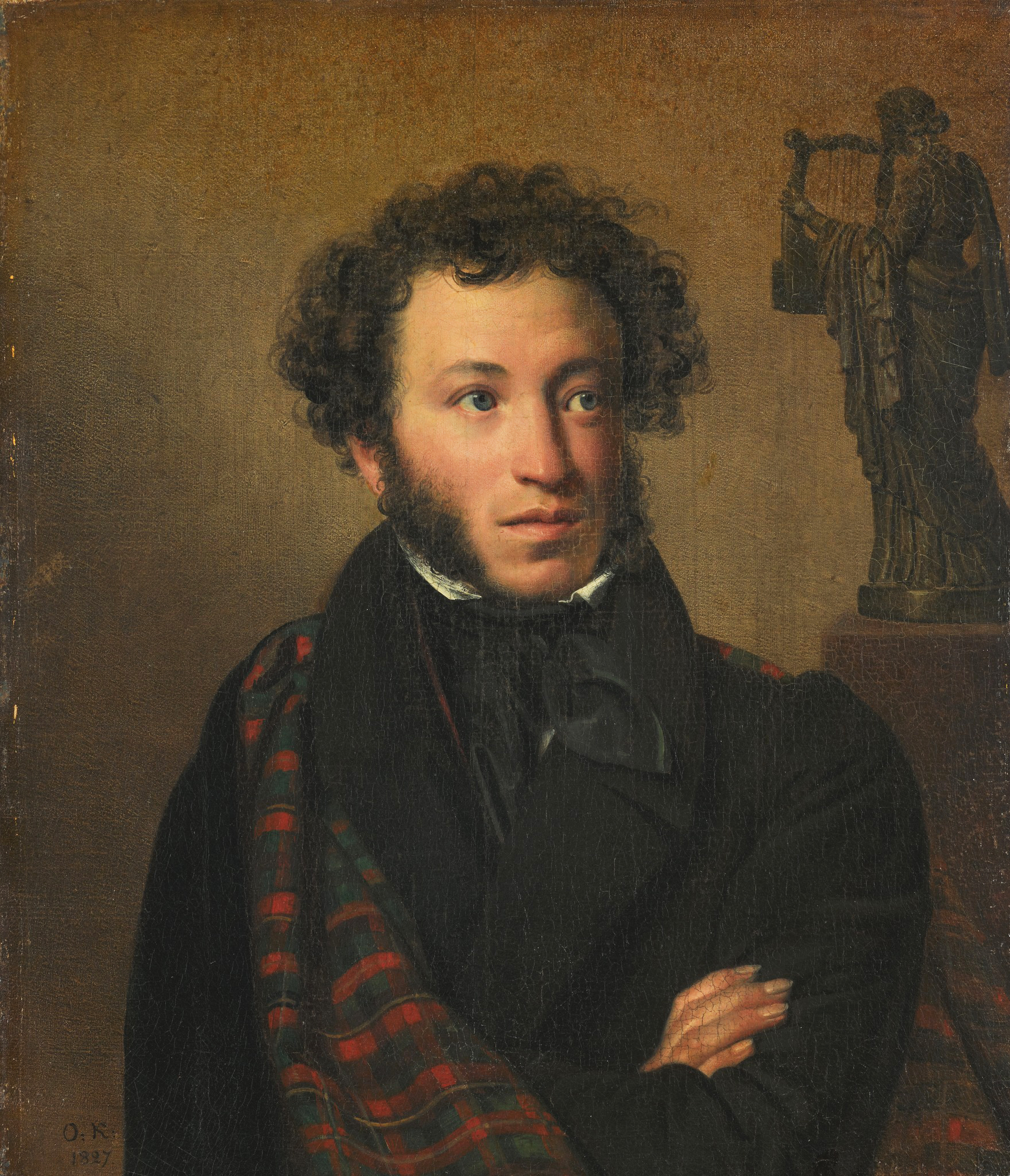
Orest Kiprenski: Alexander Puschkin, 1827
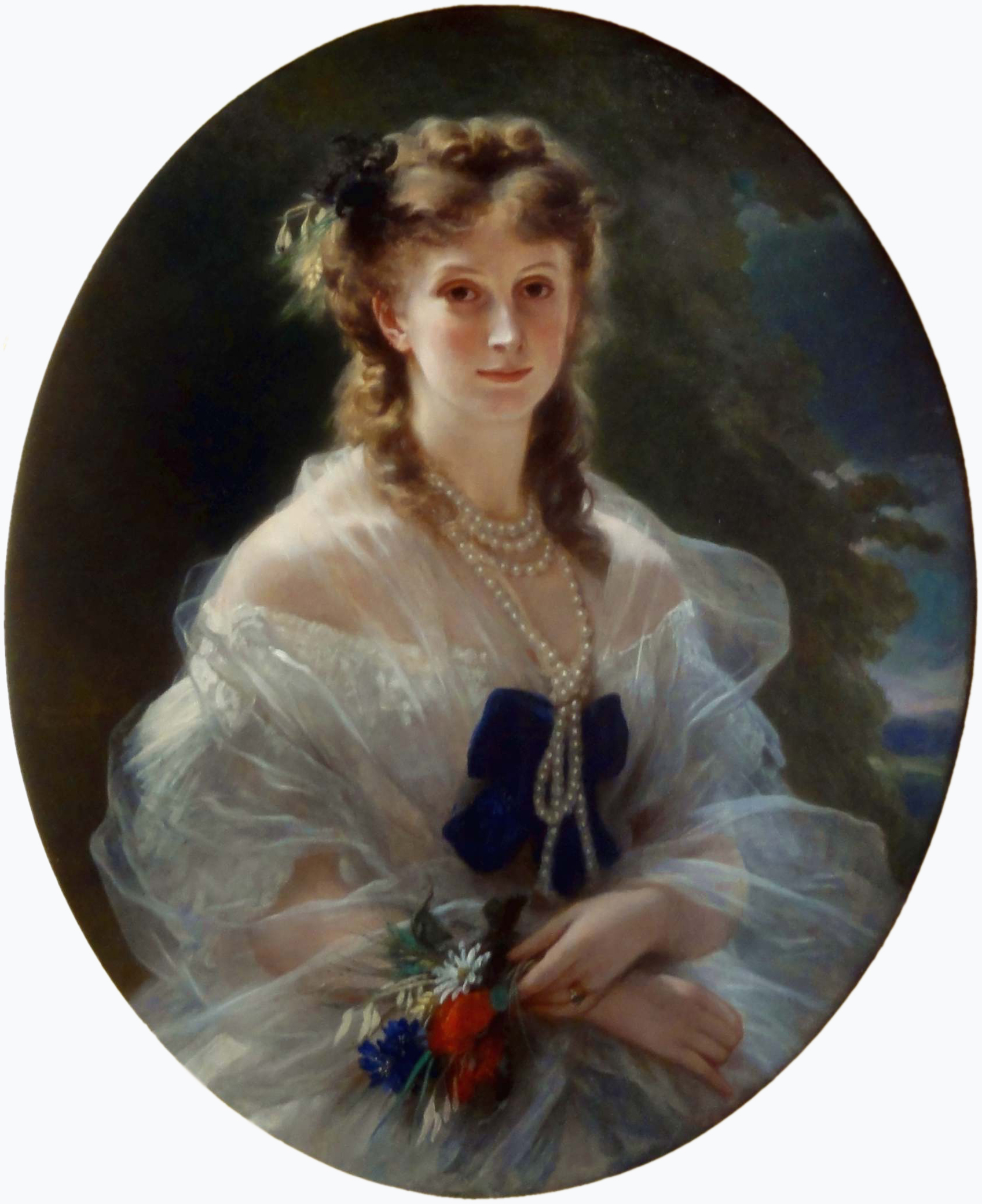
Franz Xaver Winterhalter: Sophie Troubetskoï, Duchesse de Morny, 1863 (Musée du Second Empire, Compiègne)
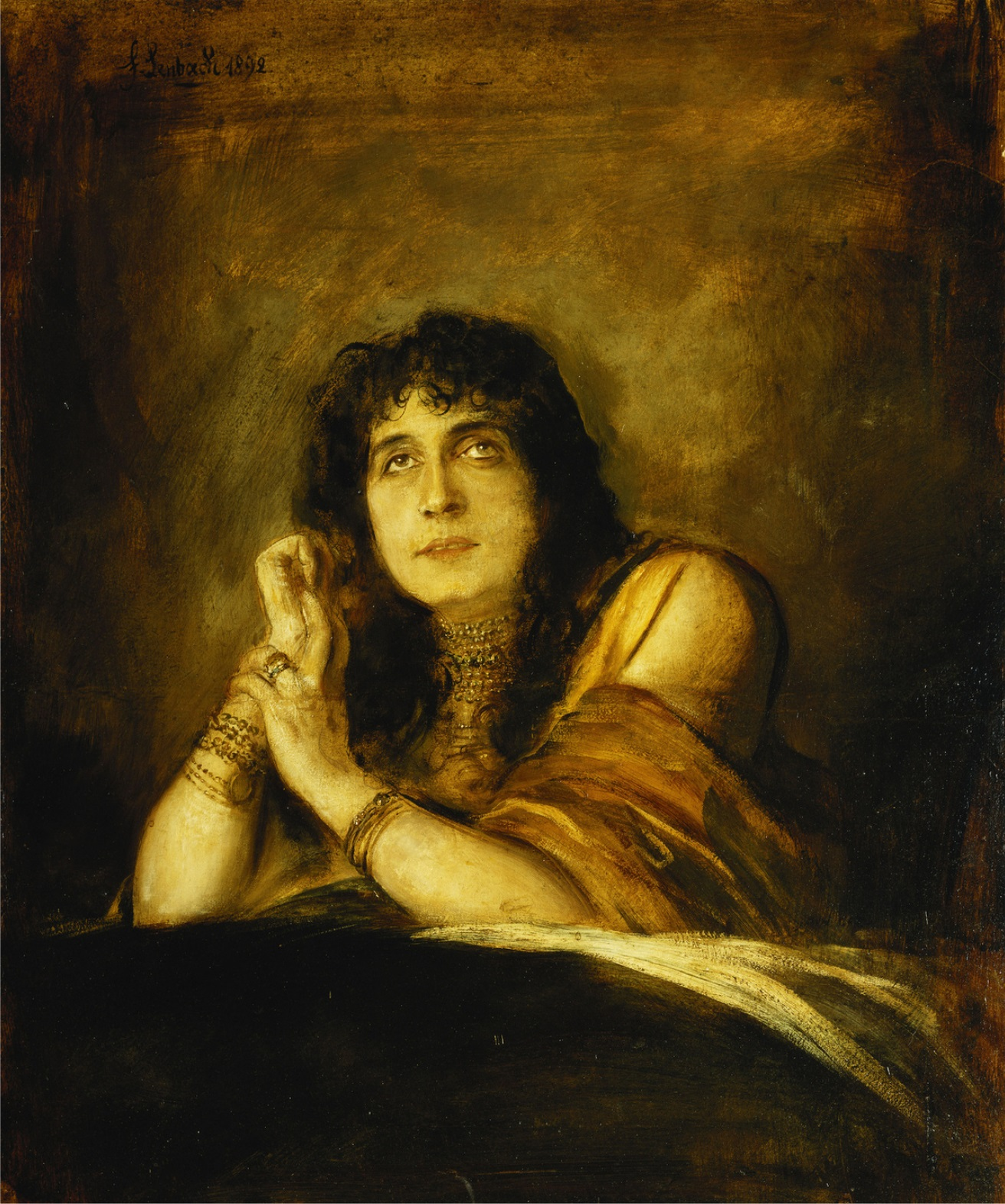
Franz von Lenbach: Sarah Bernhardt als Lady Macbeth, 1892, Privatsammlung

Auch nach der Erfindung der Fotografie Mitte des 19. Jahrhunderts blieb der Stellenwert der Porträtmalerei zunächst hoch. Selbst die Revolution des Impressionismus, nach der sich die Kunst immer mehr von einer möglichst naturnahen Darstellung entfernte, ließ dem Bildnis immer noch genügend Raum. Davon zeugen viele großartige Porträts von Malern wie Auguste Renoir oder Berthe Morisot. Auch Vincent van Gogh hinterließ interessante Porträts, insbesondere auch eine große Menge Selbstporträts, die allerdings auch belegen, dass das Gewicht nun auf einer sehr persönlichen Wahrnehmung des Künstlers selber liegt – die in diesem speziellen Falle den tragischen seelischen Verfall dieses Malers abbilden. Aus einer ganz anderen künstlerischen Strömung um 1900 wäre auch noch Gustav Klimt als wichtiger Porträtmaler zu nennen.

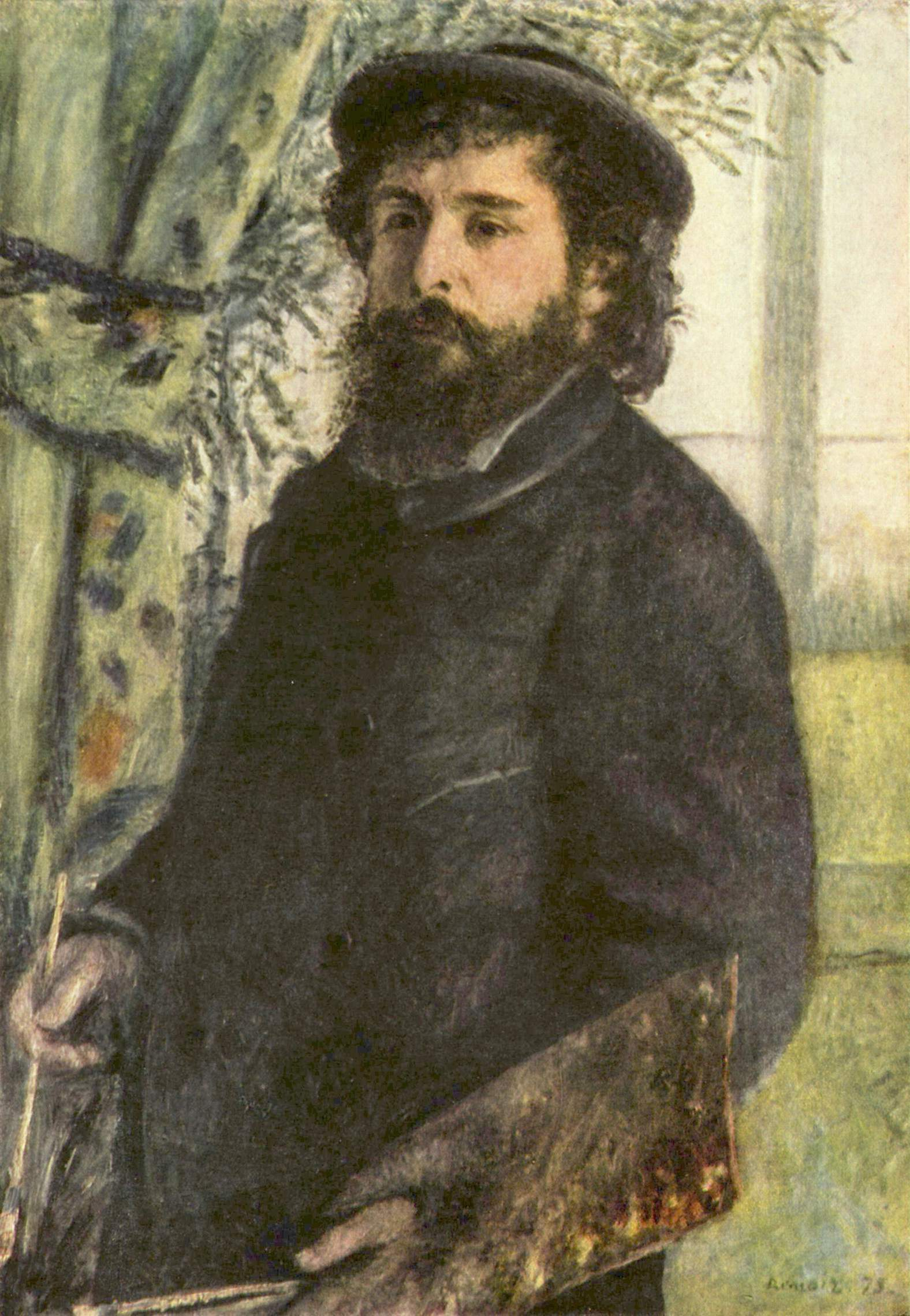
Pierre-Auguste Renoir: Der Maler Claude Monet, 1875 (Musée d’Orsay, Paris)
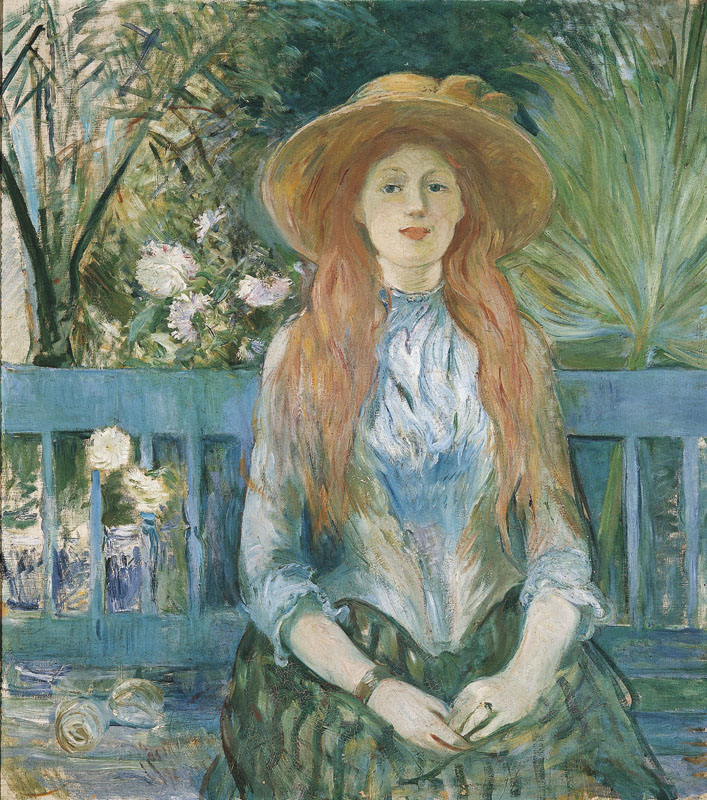
Berthe Morisot: Junges Mädchen im Park, 1893

Mit zunehmender Perfektionierung der Fotografie und einer fortschreitenden Abstraktion der Kunst seit dem Ende des 19. Jahrhunderts, hat die Porträtmalerei ihre ursprüngliche Funktion und Bedeutung verloren. In der Kunst der Gegenwart spielt sie keine besonders große Rolle mehr, Porträts werden heute in großem Stil von Fotografen angefertigt. Trotzdem gibt es zeitgenössische herausragende Porträtisten, wie Alice Neel, Francis Bacon, Lucian Freud oder Luc Tuymans.

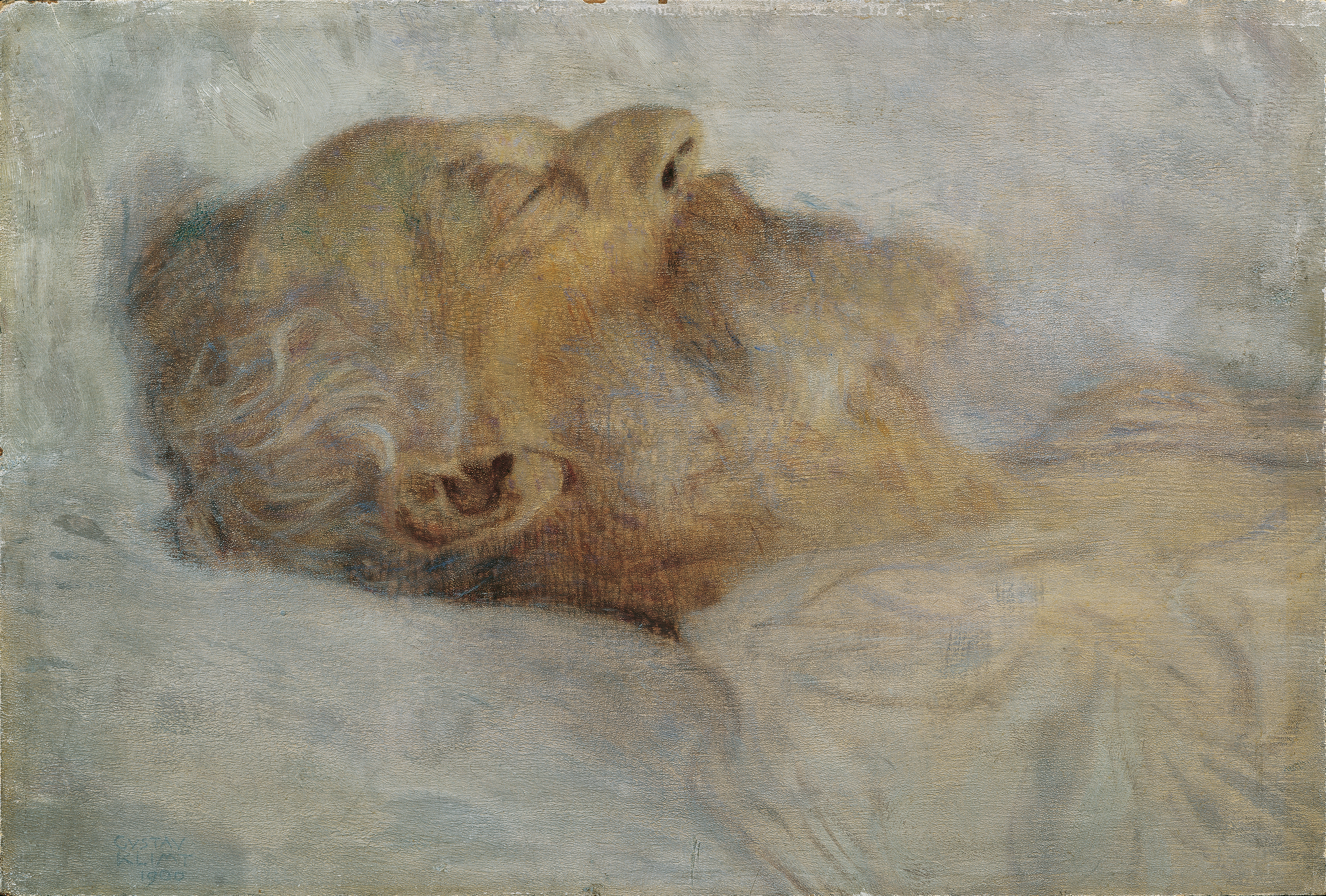
Gustav Klimt: Alter Mann auf dem Totenbett, 1900 (Belvedere, Wien)

## Landschaften
Die Wiedergabe einer spezifischen Landschaft wird auch als Landschaftsporträt bezeichnet,
den gleichen Begriff wendet man auch in der Fotografie und der Literatur an.

## Digitalisierte Werksammlungen
Meisterwerke der Porträtmalerei, Directmedia Publishing, Berlin 2007, Digitale Bibliothek Band KDB 26, CD-ROM, ISBN 978-3-89853-326-3.